# Nördlinger Ries

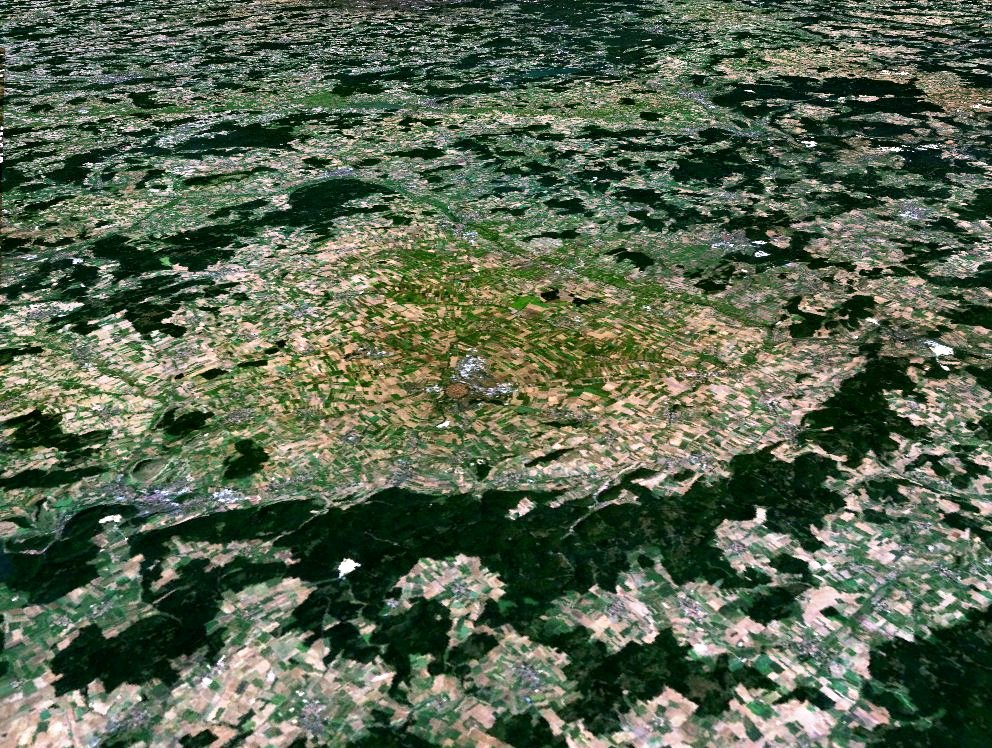
Nördlinger Ries von Südwesten

Das Nördlinger Ries (regional auch kurz Ries genannt) ist ein Natur- und Kulturraum im Südwestdeutschen Stufenland; es liegt zwischen Schwäbischer Alb und Fränkischer Alb im Städtedreieck Nürnberg–Stuttgart–München. Das Ries bildet ein nahezu kreisförmiges, flaches und tiefer liegendes Becken von gut 20 km Durchmesser, das sich deutlich von der Mittelgebirgslandschaft der Alb unterscheidet. Aufgrund der im Ries gefundenen Gesteine, insbesondere des Suevits, wurde das Ries zunächst für eine vulkanische Struktur gehalten. Erst 1960 konnte nachgewiesen werden, dass es durch einen Impakt, d. h. den Einschlag eines Asteroiden, – vor etwa 14,6 Millionen Jahren – entstand. Dieser Einschlag wird auch als Ries-Ereignis bezeichnet.
Das Nördlinger Ries zählt zu den am besten erhaltenen großen Impaktkratern der Erde. Es liegt zum größten Teil in dem schwäbischen Landkreis Donau-Ries in Bayern, ein geringer Anteil entfällt auf den mittelfränkischen Landkreis Weißenburg-Gunzenhausen, ebenfalls in Bayern, und ein kleiner Anteil befindet sich im baden-württembergischen Ostalbkreis.
Es handelt sich um die Naturraum-Einheit 103 – Ries des Bayerischen Landesamtes für Umwelt
innerhalb der vom Bundesamt für Naturschutz angegebenen naturräumlichen Haupteinheit D58 – Schwäbisches Keuper-Lias-Land

## Herkunft des Namens
Der Name Ries leitet sich vom Namen der römischen Provinz Raetia ab, da man hier zur Römerzeit, von Westen kommend, diese Provinz betrat.

## Aussehen und Umgebung
Das Nördlinger Ries ist nahezu kreisrund (Durchmesser etwa 20 bis 24 Kilometer). Die Flächenausdehnung beträgt 348 km². Der Krater ist aufgrund seiner Größe und der starken Verwitterung nur aus der Luft deutlich zu erkennen. Vom Boden aus erscheint der Kraterrand als eine bewaldete Hügelkette ringsum am Horizont. Der heutige Kraterboden, in dem es im Gegensatz zur angrenzenden hügeligen Alblandschaft keine größeren Erhebungen gibt, liegt rund 100 bis 150 Meter unterhalb der umgebenden Hochflächen der Schwäbisch-Fränkischen Alb. Eine Ausnahme bildet lediglich eine ringförmige Hügelkette im Inneren des Kraters (Innerer Wall, Innerer Ring oder Kristalliner Ring), die das Nördlinger Ries als komplexen Impaktkrater kennzeichnet und von einfachen, „schüsselförmigen“ Kratern unterscheidet. Bestandteile des inneren Rings sind zum Beispiel die Marienhöhe bei Nördlingen, der Wallersteiner Felsen und der Wennenberg bei Alerheim.
Im Nördlinger Ries liegen einige Städte, darunter als größte Nördlingen, Harburg, Oettingen, Bopfingen und Wemding. Die Wörnitz durchquert von Nord nach Süd in zahlreichen Mäandern den flachen Rieskessel, am Südrand des Rieses fließt ihr die seinen Westen entwässernde Eger zu.

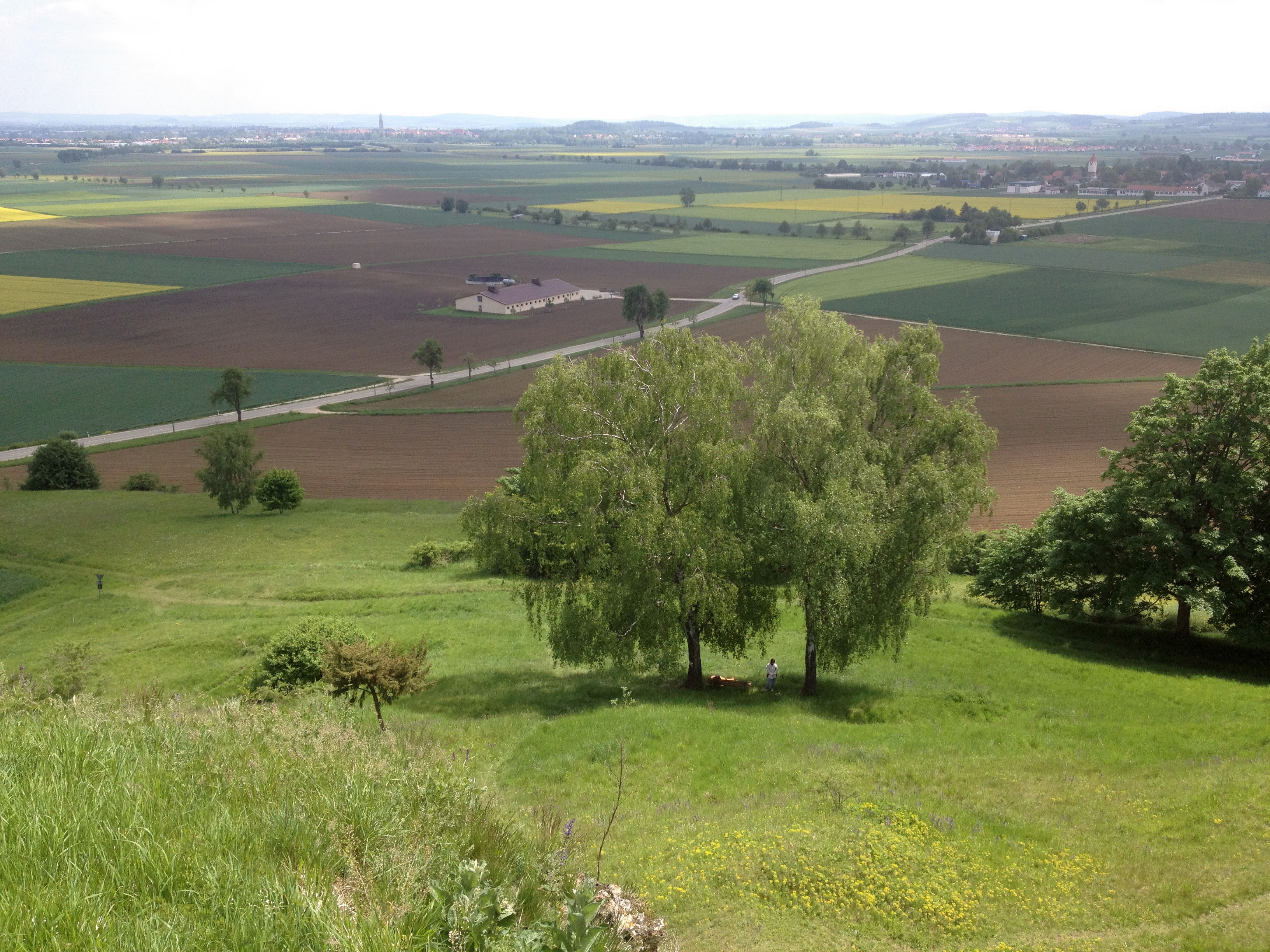
Nördlinger Ries vom Goldberg aus
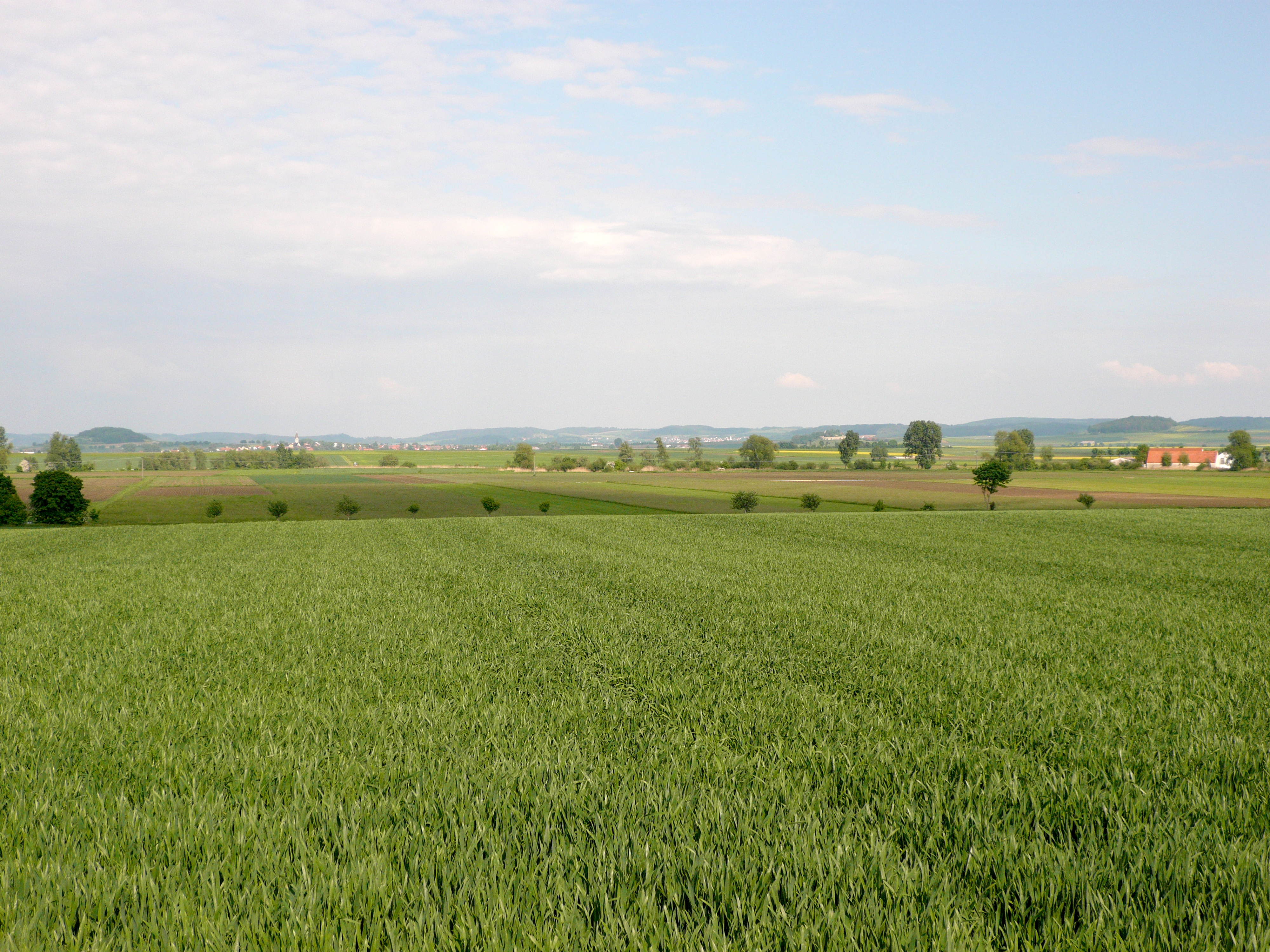
Im Nördlinger Ries, Blick nach Osten auf den Kraterrand
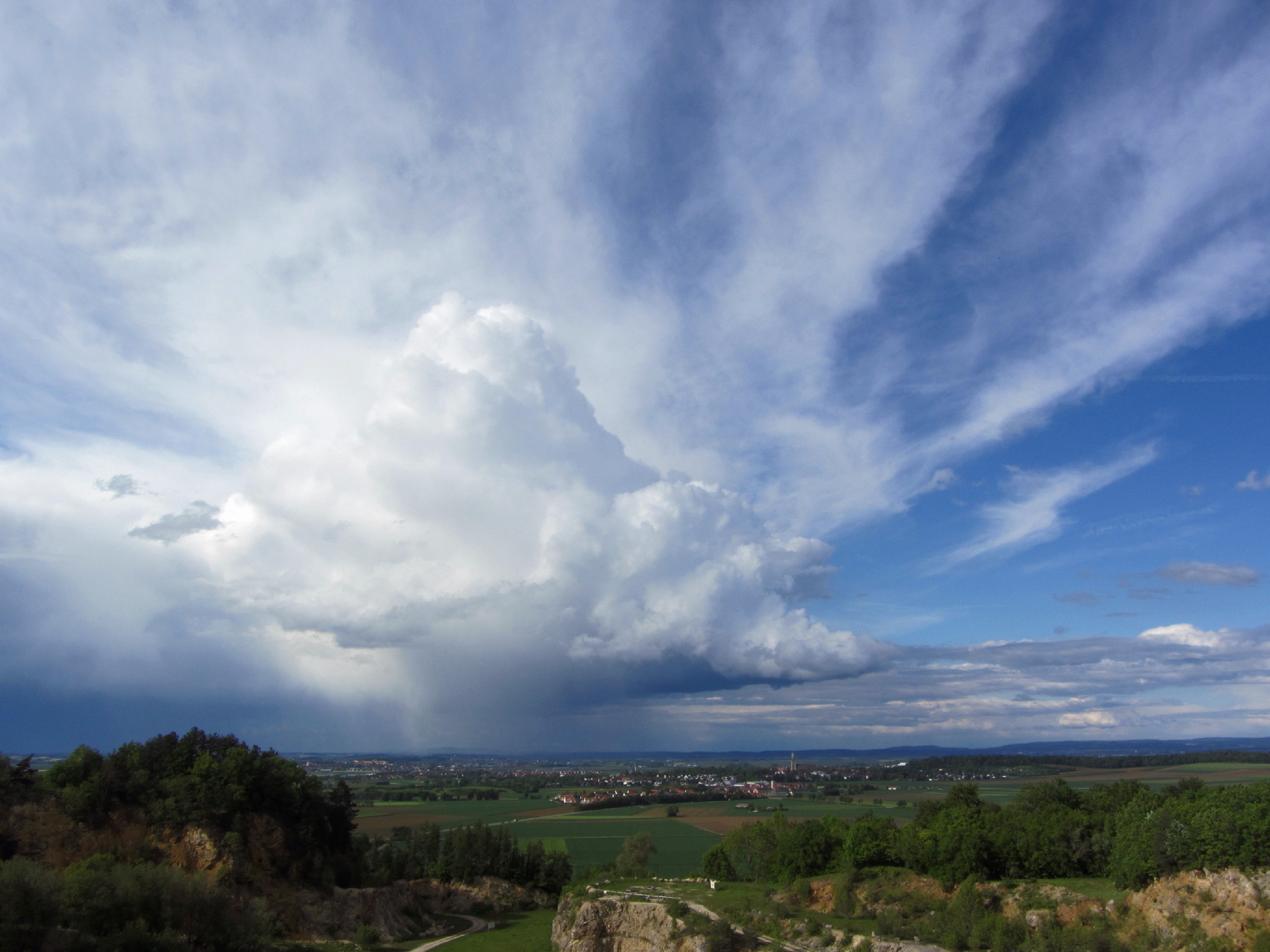
Nördlinger Ries von Süden
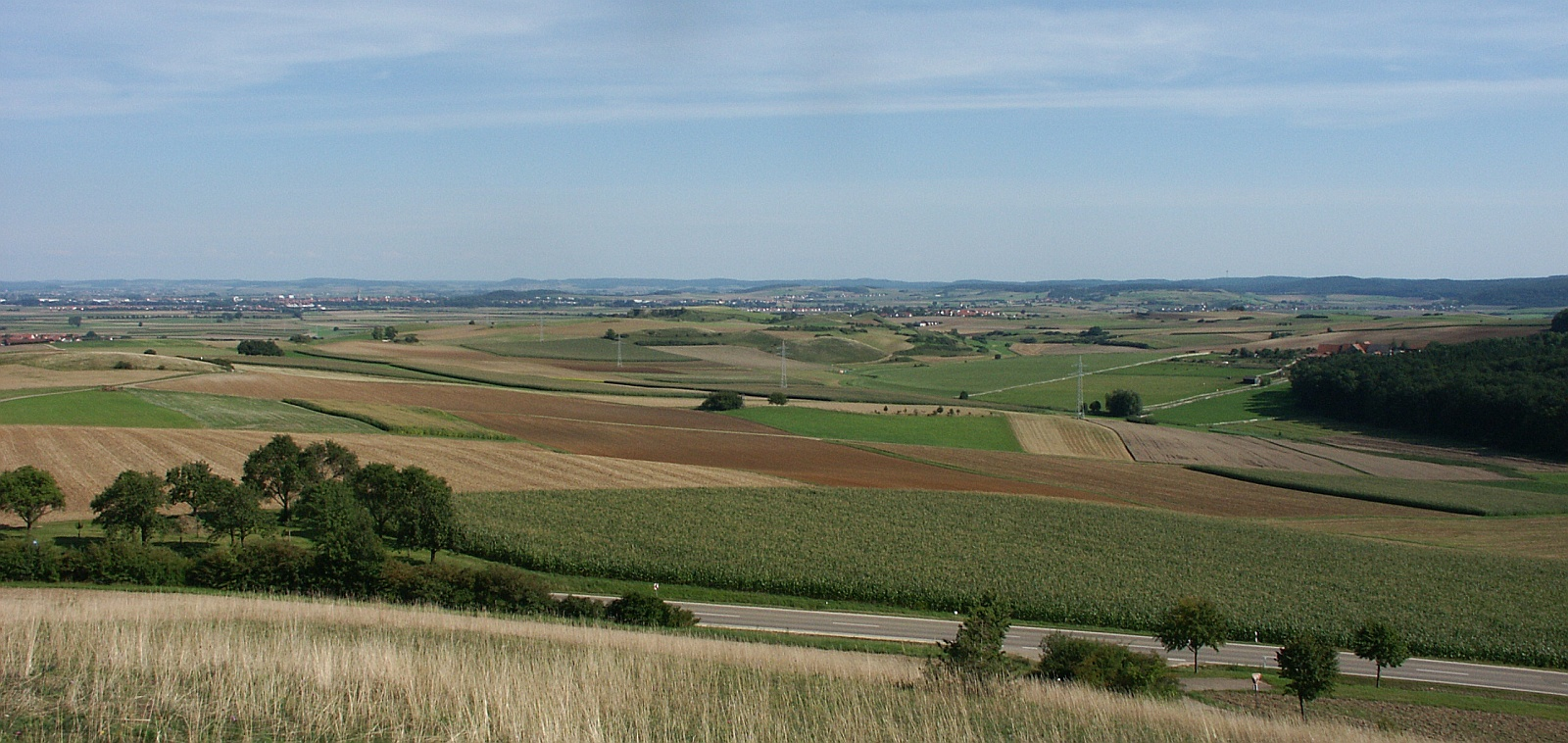
Blick ins Nördlinger Ries vom Blasenberg bei Kirchheim am Ries, links in der Ferne Nördlingen. Die bewaldeten Hügel am rechten Bildrand bilden den südlichen Kraterrand.
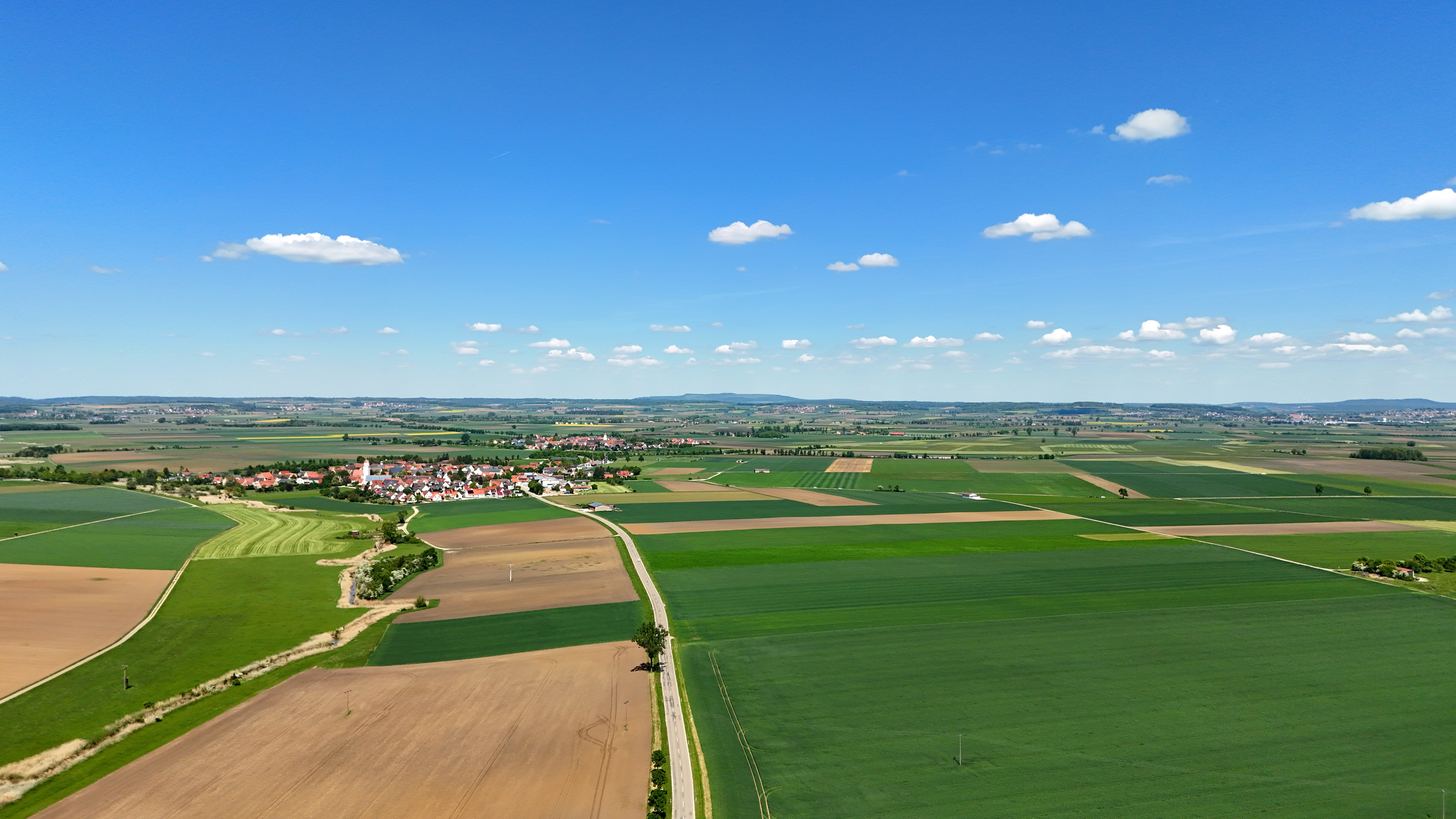
Nördlicher Riesrand (Luftbild). Links im Vordergrund der Ort Pfäfflingen, im Hintergrund in der Bildmitte der Hesselberg
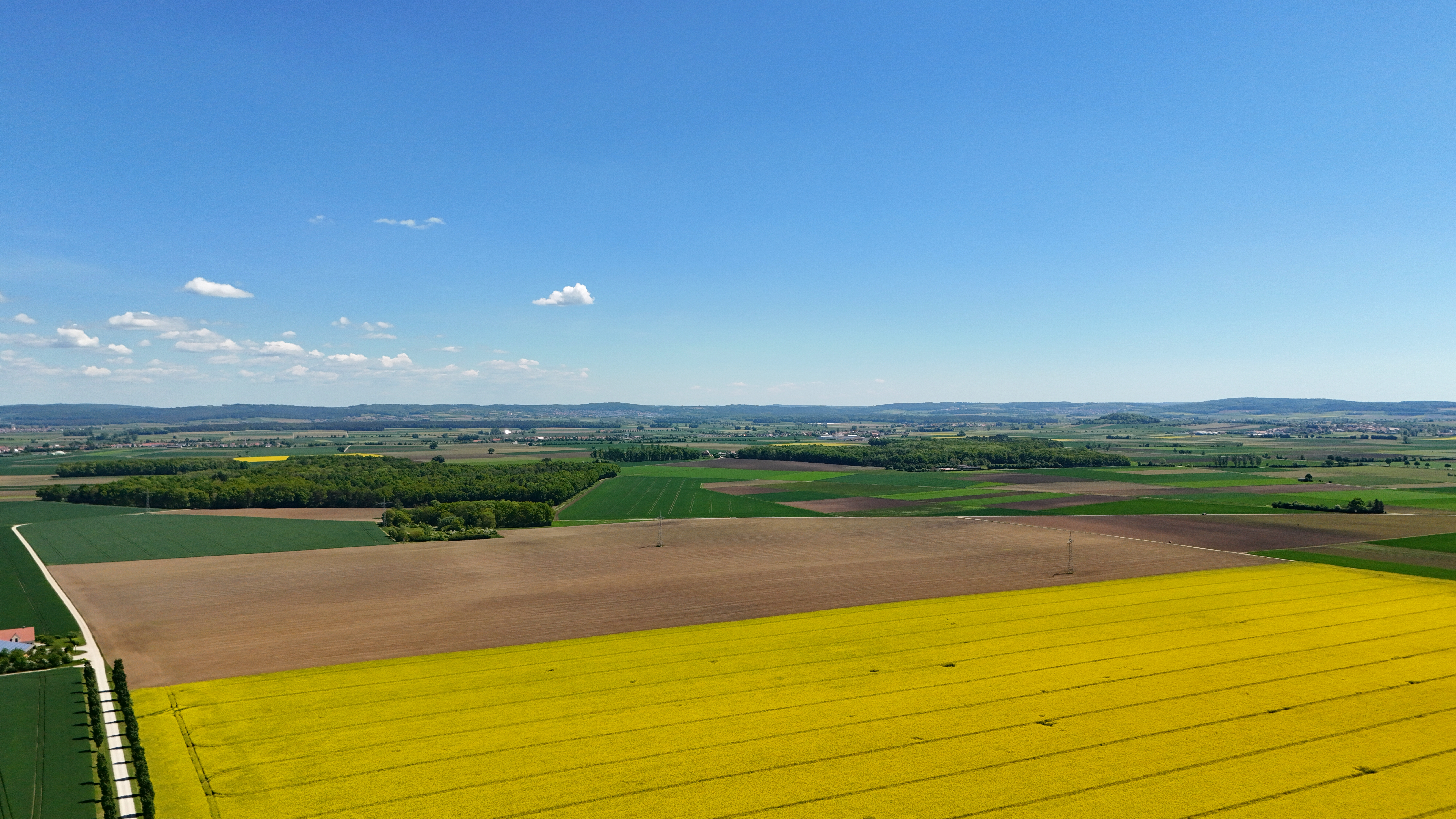
Östlicher Riesrand (Luftbild)
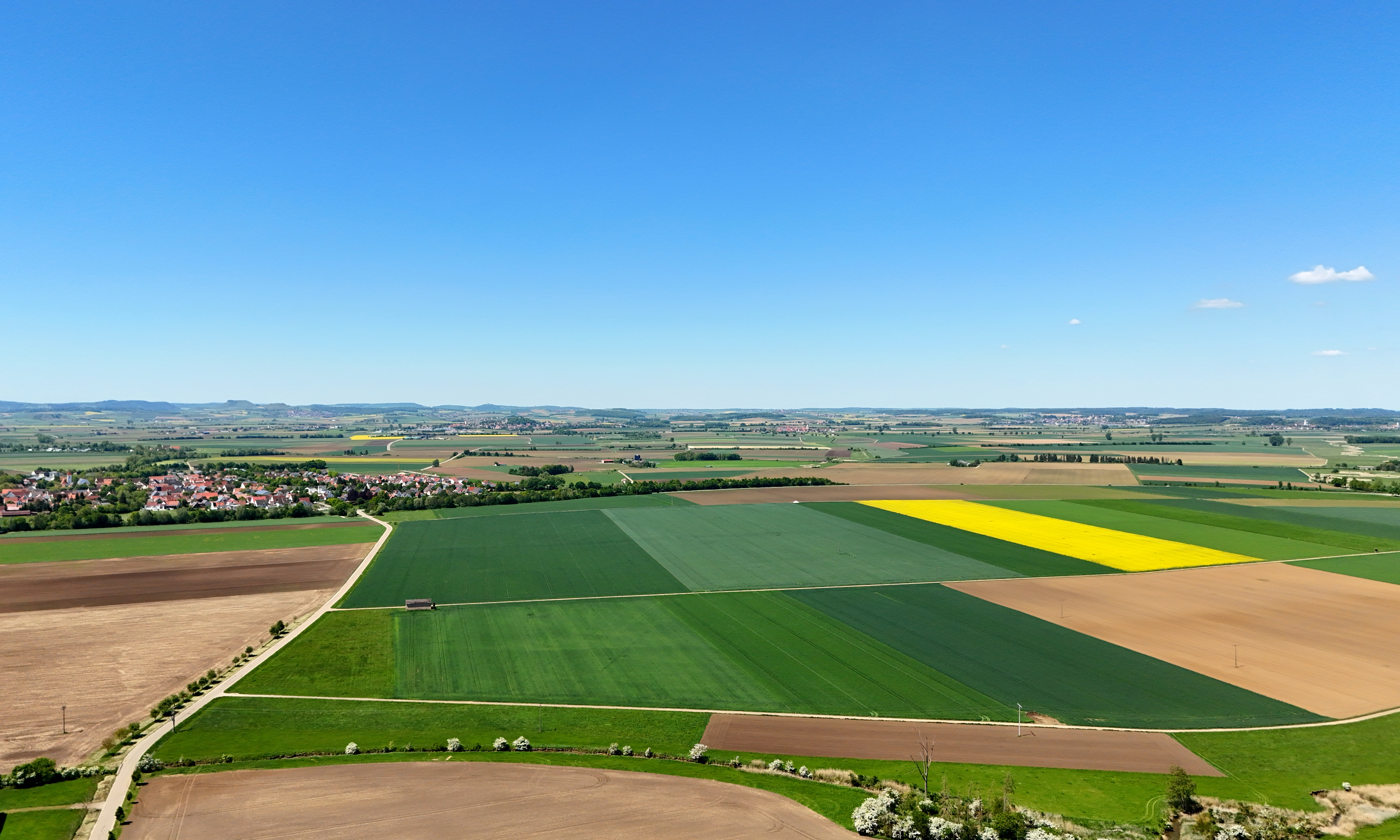
Westlicher Riesrand (Luftbild). Links der Ort Löpsingen, darüber im Hintergrund der Ipf
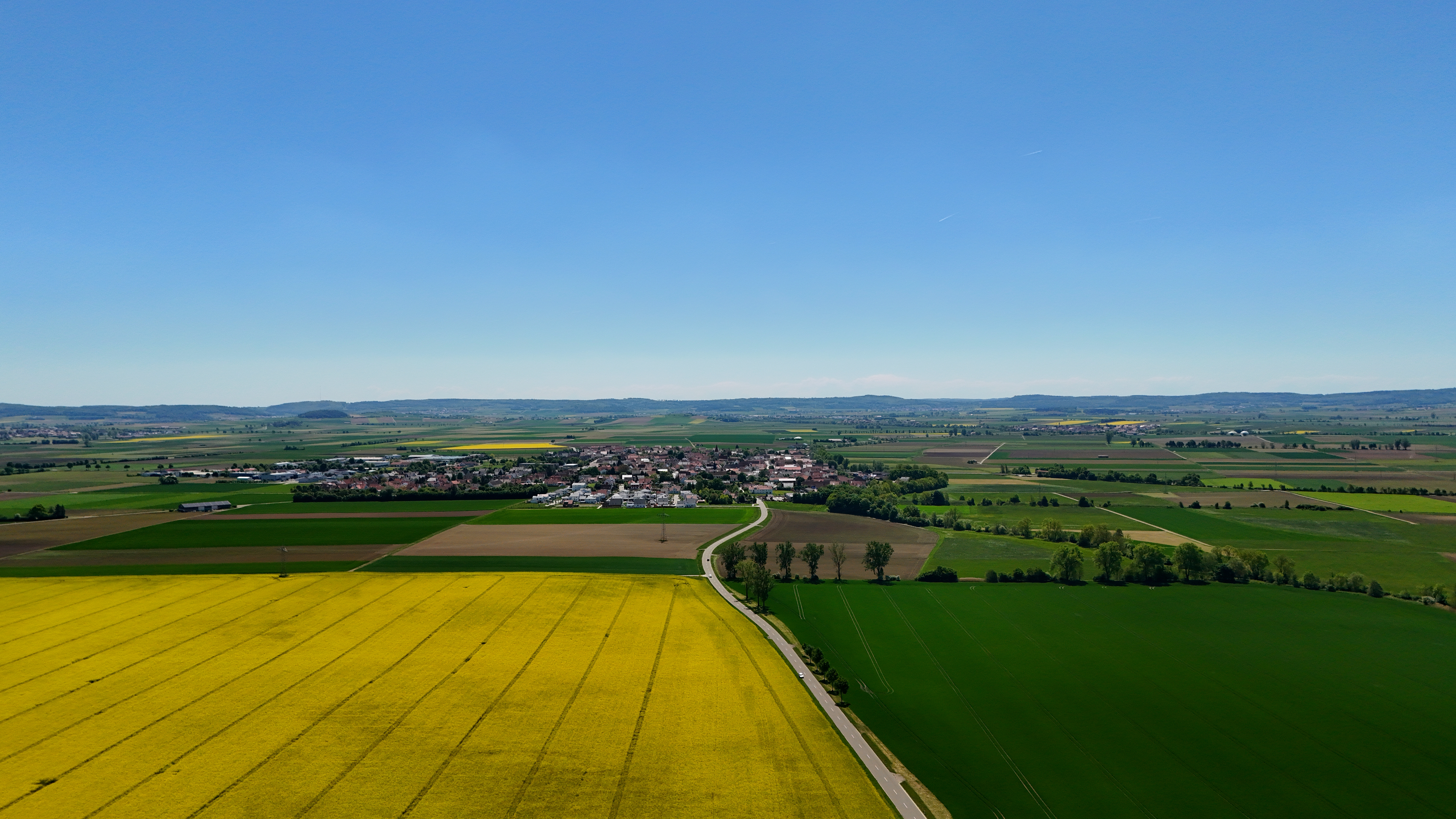
Südlicher Riesrand (Luftbild). Im Vordergrund der Ort Deiningen

## Entstehung des Nördlinger Rieses

### Frühe Theorien

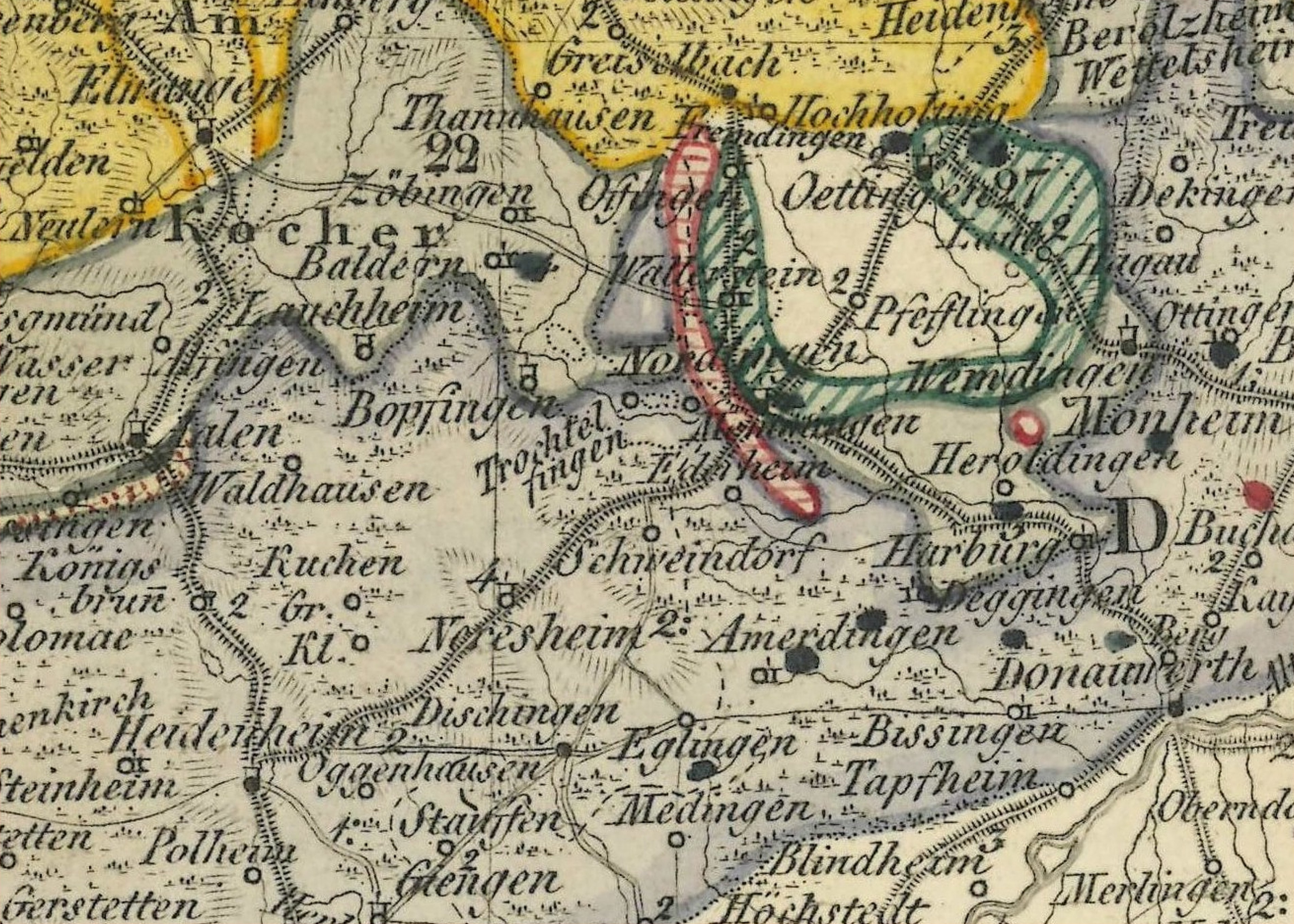
Frühe Übersichtskarte mit dem Nördlinger Ries als kreisförmige geologische Struktur; Ausschnitt: „Geognostische Karte von Deutschland“, Berichtigt 1833, IV Auflage 1834 vom Verlag Simon Schropp et Comp.

Die Geologen hatten mehr als ein Jahrhundert lang große Schwierigkeiten, die Entstehung des Rieses und seiner ungewöhnlichen Gesteine zu erklären, wodurch im Laufe der Zeit verschiedenartige Deutungen konkurrierten. Weil das im Ries vorkommende Suevit-Gestein dem vulkanischen Tuff ähnlich ist, wurde anfangs eine rein vulkanische Entstehung angenommen. Oliver Sachs prägte in diesem Zusammenhang den Zeitabschnitt der Pionierzeit (bis 1870) und den Beginn der frühmodernen Riesforschung (ab 1870), jene Zeit also, ab der die ersten detaillierten Entstehungstheorien zum Nördlinger Ries bekannt wurden. Bereits Mathias von Flurl, der Begründer der Geologie in Bayern, beschrieb das Ries 1805 als vulkanische Gegend. Am Übergang zur frühen Moderne der Riesforschung reichten einfache geologische Modelle nicht mehr aus. Aufgrund genauerer Untersuchungen an den Bunten Trümmermassen und der Entdeckung der Schliff-Flächen postulierte Carl Ludwig Deffner 1870 die Riesentstehung als Folgewirkung einer früheren Vergletscherung, durch den sogenannten Ries-Gletscher. Ebenfalls 1870 schloss Carl Wilhelm von Gümbel aus der Verteilung des Suevits auf die Existenz eines Ries-Vulkans, der aber im Laufe der Erdgeschichte wieder völlig abgetragen worden sei, sodass nur noch die von ihm ausgeworfenen Gesteine erhalten blieben. Wilhelm Branco und Eberhard Fraas versuchten 1901 das Fehlen eines Vulkans dadurch zu erklären, dass eine aufsteigende, unterirdische Magmakammer zunächst zu einer Hebung des Untergrundes führte und es später durch Eindringen von Wasser an mehreren Stellen zu explosionsartigen Verdampfungen kam. Der Offizier Walter Kranz zeigte ab 1910 durch Sprengversuche, dass die Erscheinungen im Ries am besten durch eine einzige zentrale Explosion zu erklären seien. Als Ursache der Explosion nahm auch er das Eindringen von Wasser in eine Magmakammer an. Kranz kam damit, von der Ursache der Explosion abgesehen, dem tatsächlichen Entstehungsmechanismus bereits sehr nahe.
Das Ries-Phänomen ist zeitweise durch tektonische Kräfte erklärt worden. Demnach sollte ein Kesselbruch im Zusammenhang mit der Entstehung der Alpen ursächlich gewesen sein. Keine dieser Hypothesen konnte jedoch alle Eigenheiten des Nördlinger Rieses schlüssig erklären.
Bereits 1904 nahm Ernst Werner einen Meteoriteneinschlag für die Entstehung des Rieses als wahrscheinlich an. Auch Otto Stutzer stellte 1936 Ähnlichkeiten zwischen dem Barringer-Krater in Arizona und dem Ries fest, konnte der Impakttheorie aber ebenfalls noch nicht zum Durchbruch verhelfen.

### Impakttheorie

Ries-Ereignis
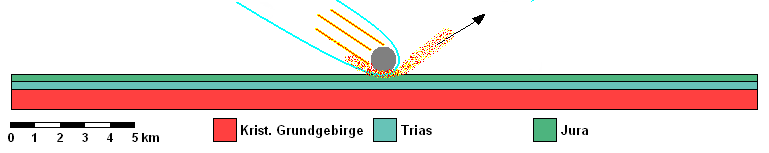
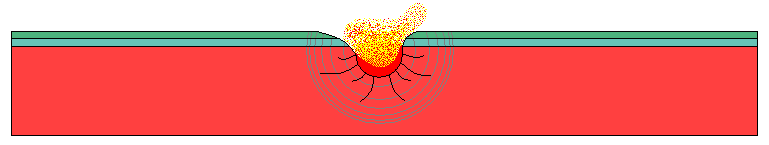
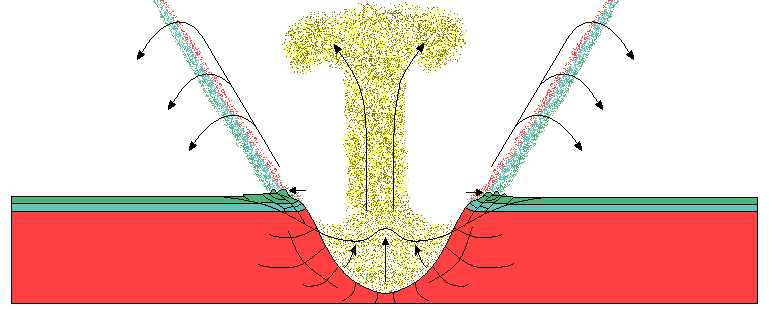
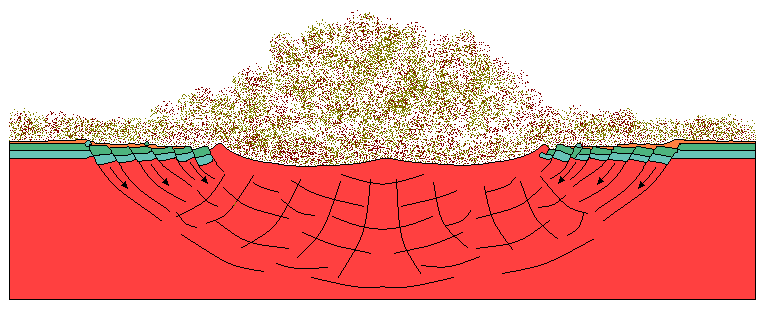
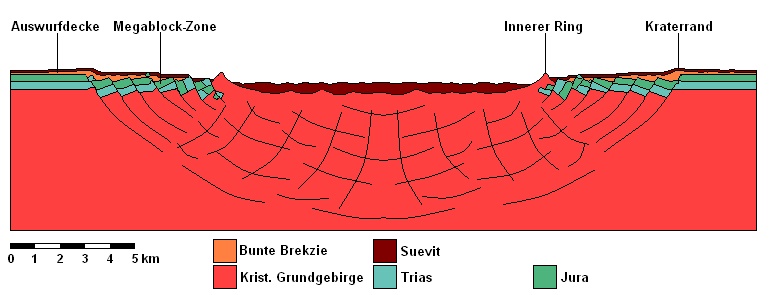

Die Geologen Eugene Shoemaker und Edward C. T. Chao konnten 1960 anhand von Gesteinsproben nachweisen, dass der Krater durch einen Meteoriteneinschlag, später als Ries-Ereignis bezeichnet, entstanden sein muss. Der Nachweis erfolgte primär durch das Auffinden von Stishovit und Coesit, beides Hochdruckmodifikationen von Quarz, die nur unter den extremen Bedingungen eines Meteoriteneinschlags entstehen können, nicht aber durch Vulkanismus.
Der Meteorit, der vor 14,6 (±0,2) Millionen Jahren im Miozän (Langhium) das Nördlinger Ries erzeugte, dürfte einen Durchmesser von etwa 1,5 km gehabt haben und mit einer Geschwindigkeit von etwa 15 bis 50 km/s (das entspricht 54.000 bis 180.000 km/h) eingeschlagen sein. Die Explosion beim Auftreffen des Meteoriten hatte die Energie von etwa 24 Gigatonnen TNT-Äquivalent (das entspricht etwa 1,8 Millionen Hiroshima-Bomben). Durch den Einschlag wurden 150 km³ Gestein ausgeworfen, darunter Teile aus dem kristallinen Grundgebirge – der Meteorit durchschlug das 600 m starke Deckgebirge aus mesozoischen Sedimentgesteinen (Kalkstein, Tonminerale). Einzelne Steine des Auswurfs flogen bis zu 70 km weit, Tektite sogar bis zu 450 km. In wenigen Minuten war ein Krater von beinahe 25 km Durchmesser und rund 500 m Tiefe entstanden. Leben im Umkreis von mindestens 100 km wurde ausgelöscht.
In den 70er Jahren berichteten Forschergruppen, dass der größte meteoritische Beitrag in Gläsern, Impaktschmelzen und stark geschockten Sueviten zu erwarten sei. Die unterschiedlichen Gesteine der Forschungsbohrung Nördlingen 1973 (FBN73) wurden am Max-Planck-Institut für Kernphysik in Heidelberg systematisch auf Osmium, Iridium, Ruthenium, Platin, Palladium, Gold und Rhenium untersucht. In dieser von Gerhard Schmidt und Ernst Pernicka 1994 veröffentlichten Studie konnten jedoch keine eindeutigen meteoritischen Spuren von Iridium im Suevit nachgewiesen werden. Die gemessenen Iridium-Gehalte lagen im Bereich von 7 pg/g bis 31 pg/g.
In einer 2013 veröffentlichten Studie konnten an Suevitproben aus einem Bohrkern von Enkingen signifikant erhöhte Gehalte an Iridium (0,37-0,88 ng/g), Ruthenium (0,56-1,08 ng/g) und Rhodium (0,23-0,62 ng/g) nachgewiesen werden.
Aufgrund diagnostischer Elementverhältnisse (Iridium/Rhodium, Ruthenium/Rhodium, Ruthenium/Iridium) kann ein Steinmeteorit als Projektil ausgeschlossen werden. Die Spurenelementmuster der Platinmetalle zeigen große Ähnlichkeiten mit einem Stein-Eisen-Meteoriten. Allerdings kann auch ein Eisenmeteorit als Projektil nicht ausgeschlossen werden. Die Messung der nukleosynthetischen Ruthenium-Isotopensignatur (Ruthenium-Isotopenverhältnisse) der Ruthenium-angereicherten Suevit-Proben kann dazu beitragen, die Frage zu klären, ob der Ries-Krater durch einen Stein-Eisen-Meteoriten (Pallasiten) oder aber durch einen Eisenmeteoriten entstanden ist.

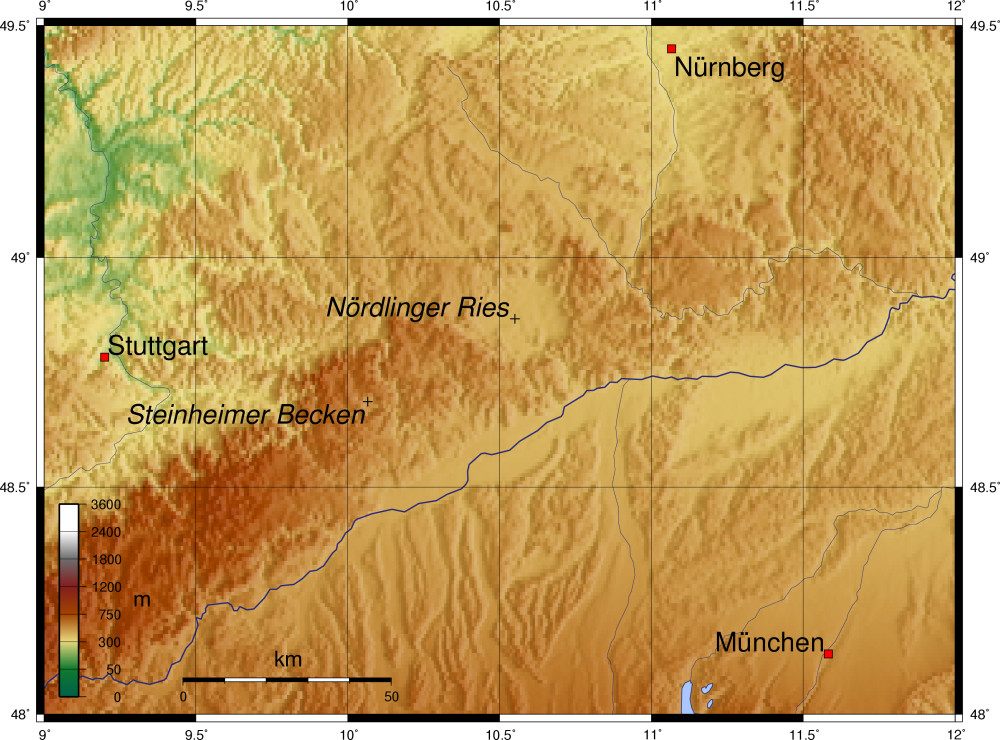
Topografische Karte mit dem Nördlinger Ries und dem Steinheimer Becken

In der Zeit nach dem Einschlag füllte sich der Krater mit Wasser und wurde dadurch zu einem rund 400 km² großen Kratersee. In diesem abflusslosen Binnengewässer reicherten sich Salze an, sodass die Salinität (der Salzgehalt) des so entstandenen Salzsees schließlich den der heutigen Ozeane übertraf. Über die folgenden zwei Millionen Jahre verlandete der See nach und nach. Erst während der Eiszeiten wurde der heutige Rieskessel durch Erosion freigelegt und es wurde Löss eingetragen, der die Grundlage für die heutige landwirtschaftliche Nutzung bildet.

### Nachbarereignis
Etwa 40 km südwestlich des Nördlinger Rieses liegt das Steinheimer Becken, ebenfalls ein Einschlagskrater mit 3,5 km Durchmesser. Er ist rund 14 bis 15 Millionen Jahre alt, und es wurde lange angenommen, dass er auf das gleiche Ereignis wie das Ries zurückgeht. Demnach handelte es sich bei dem kosmischen Körper, dessen Einschlag die beiden Krater hinterließ, um einen Asteroiden, der von einem kleineren Satelliten begleitet wurde. Im Gegensatz zu den bisherigen Annahmen kommt eine 2020 publizierte Studie des Forscherteams um Elmar Buchner, basierend auf stratigraphischen und paläontologischen Analysen, zu dem Resultat, dass das Steinheimer Becken, wie Sedimente nahelegen, erst 500.000 Jahre nach dem Ries-Ereignis entstanden ist. Es wird angeführt, dass die lange ungeklärte Ursache der späteren Verschiebungen der Verwerfungen des Nördlinger Rieses die tektonische Folge des benachbarten Einschlages sei.

## Geologie

### Wissenschaftliche Grundlagen

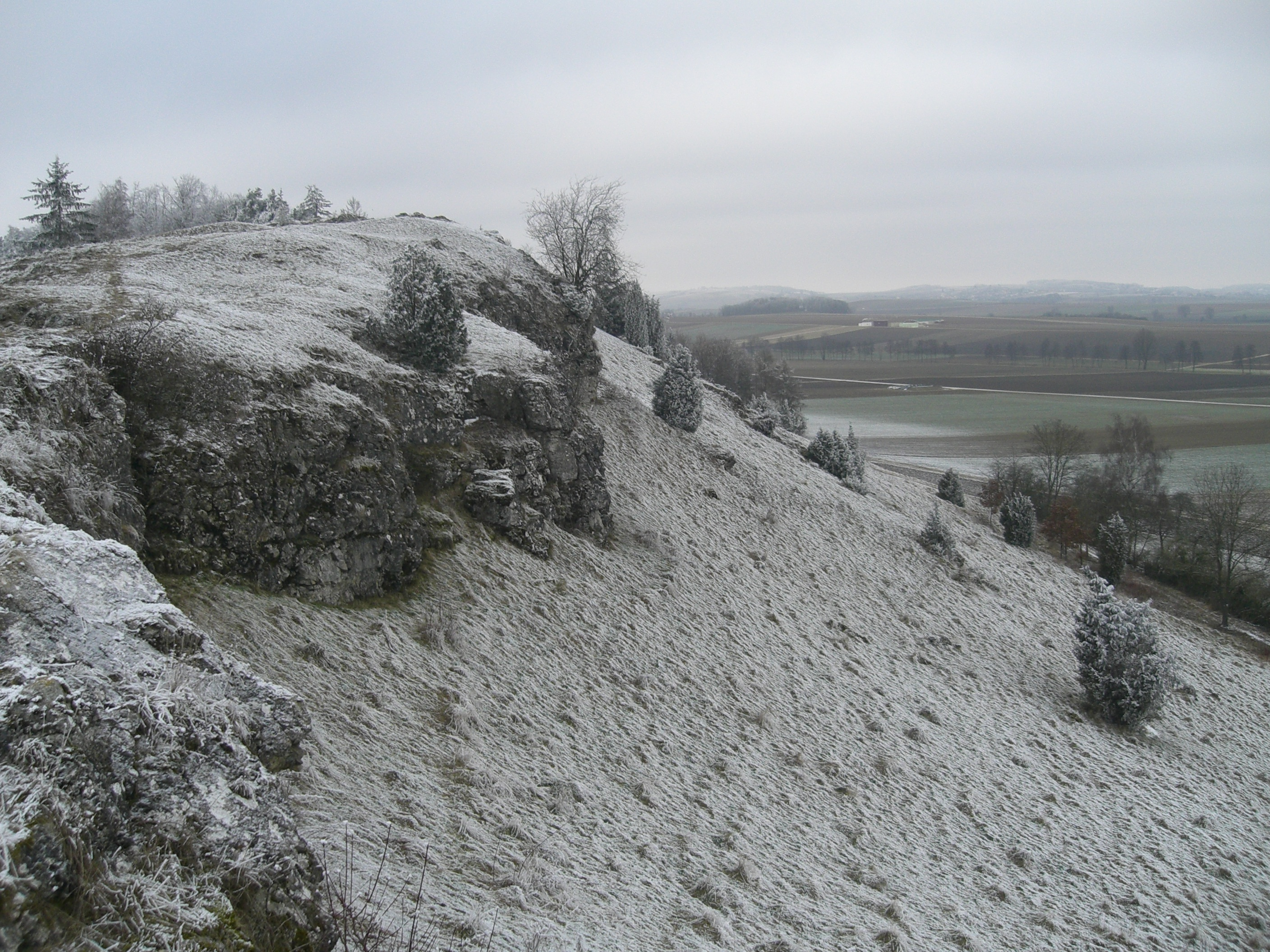
Kraterrand bei Mönchsdeggingen (Am Riesblick)

Das Nördlinger Ries zählt zu den am besten erhaltenen großen Impaktkratern der Erde. Besonders im Süden, Südosten und Osten des Kraters sind sowohl der Kraterrand als auch die aus dem Krater ausgeworfenen Gesteine (Auswurfdecke) noch relativ gut erhalten. Dem Ries kommt daher in der Erforschung irdischer Impaktkrater eine bedeutende Rolle zu. Selbst die Astronauten der NASA-Mission Apollo 14 absolvierten hier vom 10. bis 15. August 1970 vor der Mondlandung ein geologisches Training. Unter der Leitung der Tübinger Geologen Wolf von Engelhardt, Dieter Stöffler sowie Günther Graup wurden sie mit den Merkmalen und den Gesteinen eines Meteoritenkraters vertraut gemacht.
Am 29. Juni 1973 startete die Forschungsbohrung Nördlingen (FBN) auf einem Grundstück in Löpsingen. Beendet wurde die Bohrung am 15. Januar 1974 mit einer Tiefe von 1206 m. Es wurden im Wesentlichen drei Schichten erbohrt: See-Sedimente bis 325 m, Suevit bis 606 m und zertrümmertes Grundgestein bis 1206 m.
Im Jahr 2002 wurden drei Geotope im Nördlinger Ries vom Bayerischen Umweltministerium mit dem offiziellen Gütesiegel „Bayerns schönste Geotope“ ausgezeichnet: Die Trümmergesteine von Wengenhausen, der Schwabenstein bei Aumühle und die Riesseekalke in Hainsfarth.
Im Jahr 2006 erfolgte die Aufnahme des Nördlinger Ries in die Liste der 77 ausgezeichneten Nationalen Geotope Deutschlands.

### Kristallinbrekzien
Innerhalb des Kraterrands befindet sich im Ries noch eine zweite, ringförmige Hügelkette, der sogenannte Innere Wall. Die Basis dieser Hügel besteht aus Brekzien aus Granit und anderen magmatischen Gesteinen, die so stark zertrümmert sind, dass sie beim Ausgraben oft zu Sand zerfallen. Auch Strahlenkegel, die nach dem Meteoriteneinschlag beim Durchlauf der Schockwelle durch das Gestein gebildet wurden, können gelegentlich aufgefunden werden. Der innere Ring kommt durch die Rückfederung des Grundgesteins nach dem Meteoriteneinschlag zustande, ähnlich einem aus anderen Kratern wie dem Steinheimer Becken bekannten Zentralberg. Normalerweise ist das kristalline Grundgebirge bei ungestörter Lagerung außerhalb des Kraters erst 300 bis 400 m tiefer anzutreffen. Da dieser Wall kristallines Material enthält, wird er auch als Kristalliner Ring bezeichnet.

### Bunte Trümmermassen
Die Bunten Trümmermassen bilden die Hauptauswurfmasse des Rieskraters. Sie wurden durch die explosionsartige Verdampfung des Meteoriten beim Einschlag aus dem Krater ausgeworfen und oft kilometerweit durch die Luft geschleudert (ballistischer Auswurf) oder über die Oberfläche nach außen geschoben. Die Trümmermassen bestehen vorwiegend aus mesozoischen Sedimentgesteinen aus unterschiedlichen stratigrafischen Lagen, die regellos durchmischt vorgefunden werden. Ursprünglich bildeten die Bunten Trümmermassen eine geschlossene Auswurfdecke bis zu einer Entfernung von 40 km um das Ries, die bis zu 100 m mächtig war.

### Suevit

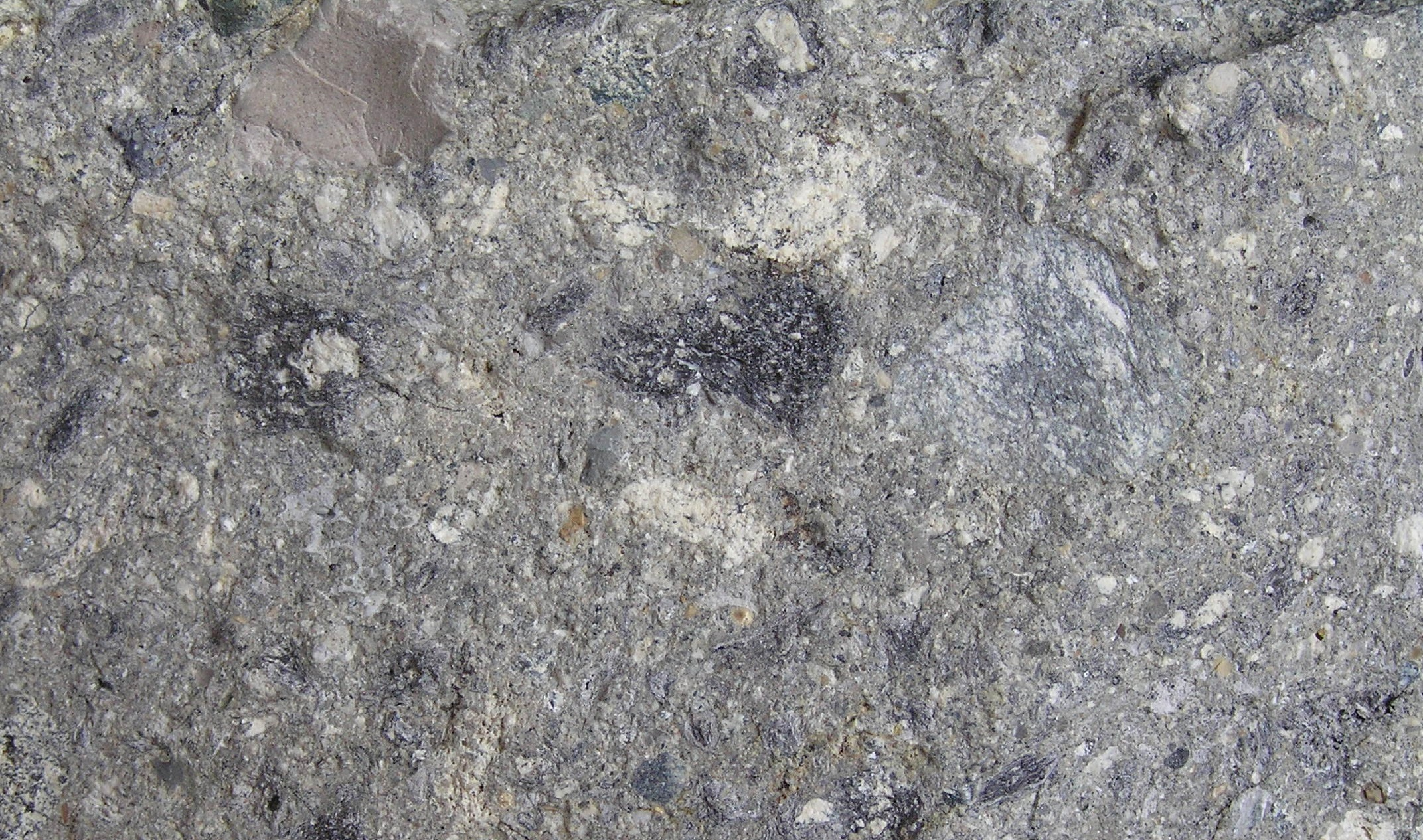
Typischer Suevit aus dem Ries. Im Handstück lassen sich gut die dunklen Impaktschmelzen erkennen

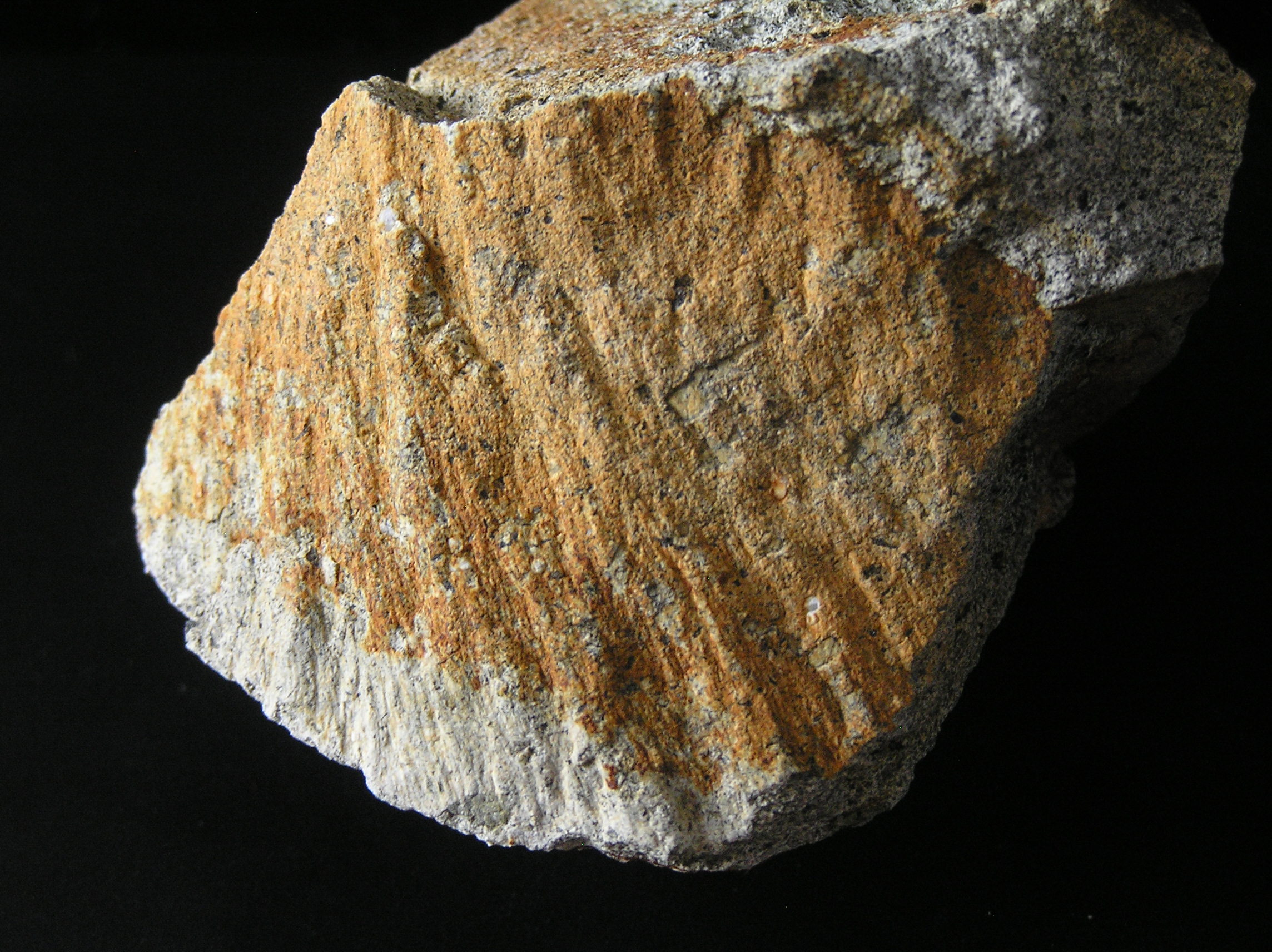
Typischer Strahlenkegel (Shattercone) aus dem Ries-Aufschluss Wengenhausen

Der Suevit, ein für das Ries charakteristisches Impaktgestein, enthält neben thermisch veränderten Sedimentgesteinen und erstarrten Schmelzen einige Minerale, die nur bei extrem hohen Drücken und Temperaturen entstehen, z. B. Stishovit, Coesit und diaplektische Gläser. Bohrungen im Ries haben gezeigt, dass der Rieskrater bis zu 400 Meter hoch mit Suevit aufgefüllt ist. Vereinzelte Vorkommen von Suevit außerhalb des Kraters liegen stets auf den Bunten Trümmermassen auf. Daraus kann geschlossen werden, dass der Suevit aus der über dem Krater aufgestiegenen Glutwolke des Impakts abgelagert wurde, nachdem der Auswurf der Trümmermassen aus dem Krater abgeschlossen war.

### Reutersche Blöcke
Die sogenannten Reuterschen Blöcke, zum Teil zentnerschwere Jura-Kalksteinbrocken, wurden mit hoher Geschwindigkeit aus dem Krater ausgeworfen und flogen bis zu 70 km weit. Sie werden heute noch in der Umgebung von Augsburg und Ulm gefunden. Möglicherweise wurden sie beim Auswurf durch expandierende, heiße Gase aus der zentralen Explosion beschleunigt. Benannt sind sie nach dem Münchner Geologen Lothar Reuter, der 1926 die Verbreitung dieser Blöcke kartierte und sie als Auswürflinge aus dem Ries deutete.

### Moldavite

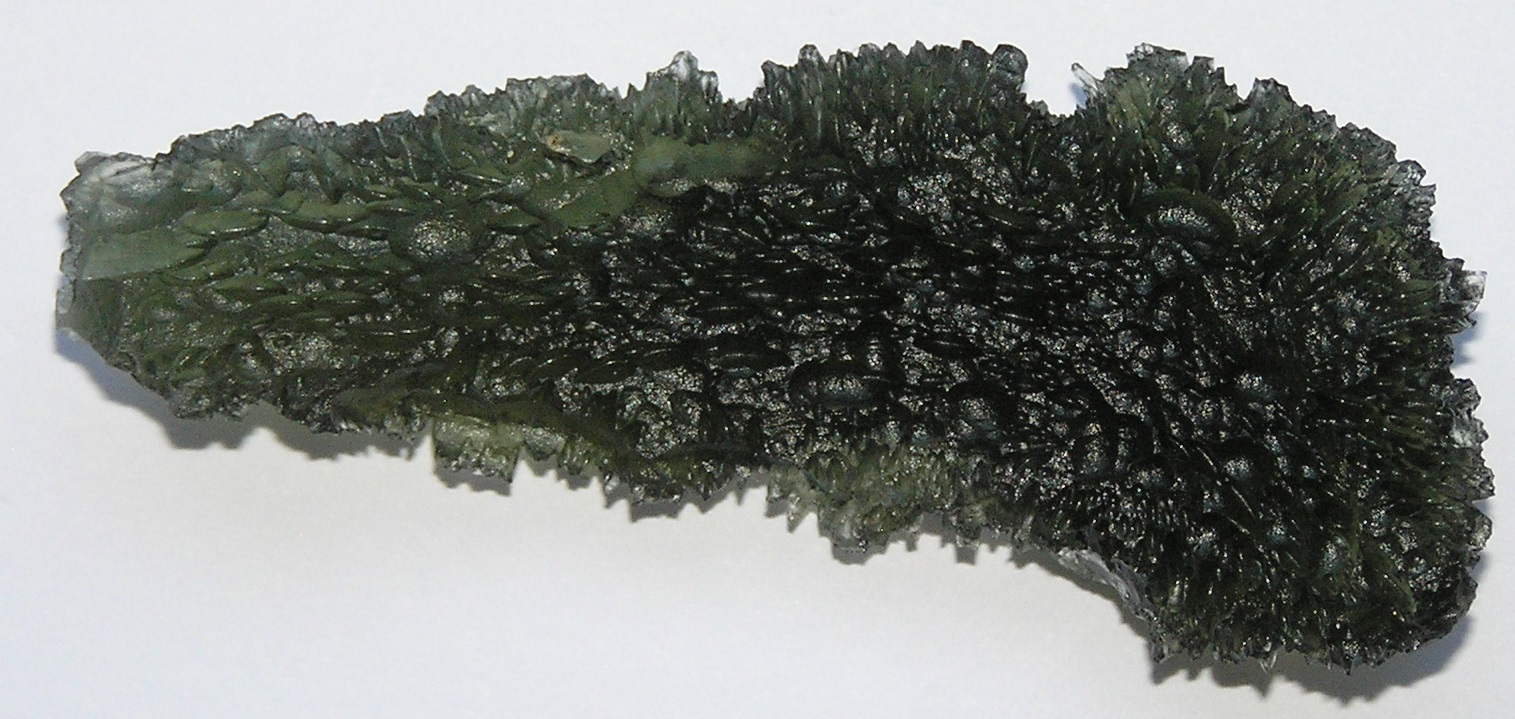
Moldavit

Seit langem wurden in Böhmen und Mähren, 250 bis 450 km vom Ries entfernt, flaschengrüne Tektite gefunden, die als Moldavite bekannt sind. Der Zusammenhang mit dem Ries-Ereignis wurde erst durch radiometrische Altersbestimmung und durch Experimente mit hoch beschleunigten Projektilen hergestellt. Heute glaubt man, dass diese Tektite nur Millisekunden vor dem Impakt entstanden sind, als die oberste Schicht der Erdoberfläche fortgerissen, aufgeschmolzen und mit hoher Geschwindigkeit nach Osten geschleudert wurde.

### See-Sedimente
Das Innere des Kraters ist heute nahezu vollständig mit Sedimenten des ehemaligen Ries-Sees gefüllt. Die Tonsteinablagerungen erreichen eine Mächtigkeit von bis zu 400 m und überlagern den in den Krater zurückgefallenen Rückfall-Suevit. Fossilfunde zeugen von einem artenarmen, aber individuenreichen Leben im See im Miozän. Die Schalen kleiner Wasserschnecken und Ostrakoden treten stellenweise sehr häufig auf. An einzelnen Lokalitäten wurden darüber hinaus fossile Vögel, Reptilien, Fische und Säugetiere gefunden. Dolomitische Grünalgenriffe, kalkig umkrusteter Schilf und Abdrücke eingeschwemmter Blätter von Landpflanzen geben einen Eindruck von der Pflanzenwelt des Ries-Sees.
Als Folge entstanden Braunkohlevorkommen, die allochthon anzusehen und wegen geringer Mächtigkeit und fehlendem Wurzelboden (hier bruchstückhaftes Vorkommen) nicht kommerziell verwertbar sind. Bei Deiningen wurde von 1920 bis 1922 das Braunkohlebergwerk Mariengrube betrieben.

### Geologisches Profil
Das geologische Profil zeigt den Aufbau des Rieskraters, wie er sich heute darstellt. Das Innere des Kraters ist vollständig mit Suevit und See-Sedimenten gefüllt. Der innere Ring stellt die Abgrenzung zur Megablock-Zone dar, die durch teils Kilometer große Gesteinspakete gebildet wird, die zertrümmert, verkippt oder in Richtung des Zentrums abgerutscht sind. Als Kraterrand gilt die Grenze zwischen Gesteinspaketen, welche bei der Entstehung des Kraters verlagert wurden, und solchen, die an ihrer ursprünglichen Position verblieben sind. Um den Krater herum befindet sich die vornehmlich aus bunter Brekzie bestehende Auswurfdecke. Stellenweise liegt auf der bunten Brekzie noch Suevit auf. Das kristalline Grundgebirge ist unter dem Zentrum des Kraters bis in eine Tiefe von etwa 6 km zertrümmert.

## Archäologie und Geschichte

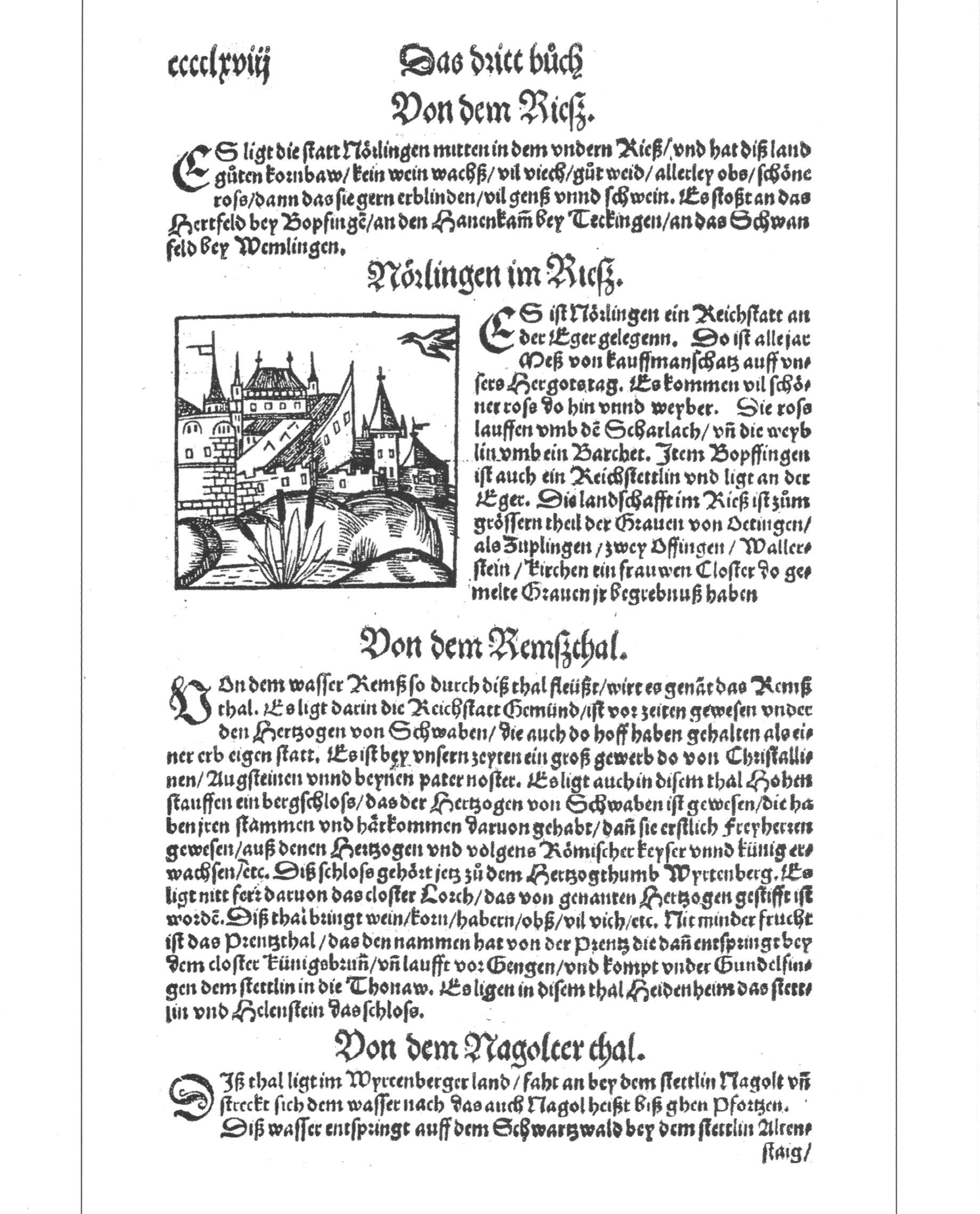
Von dem Ries in Sebastian Münsters Cosmographia, 1548

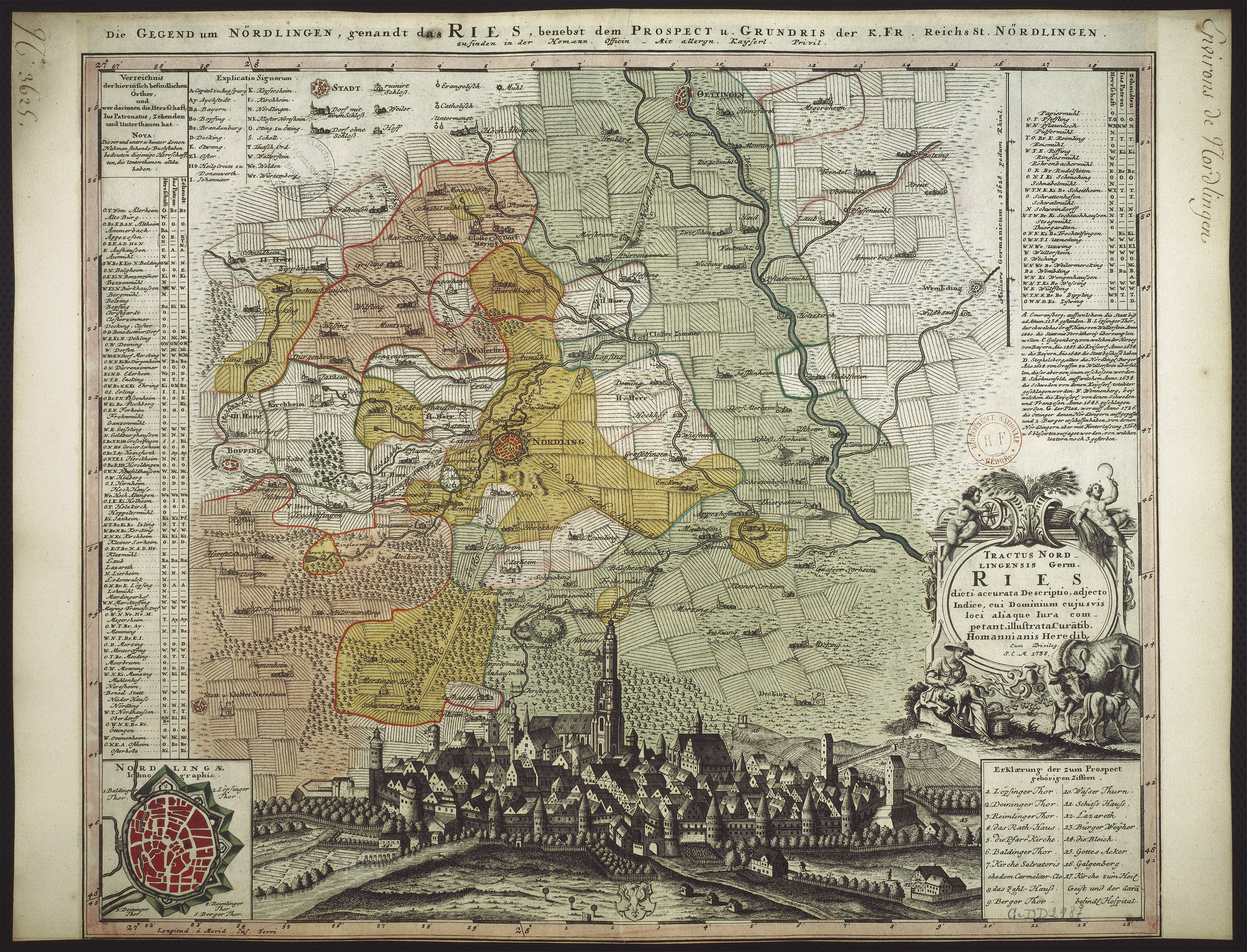
Das Ries auf einer Karte von 1738

Das Nördlinger Ries war in der Vorgeschichte und in römischer Zeit stark besiedelt. Die archäologischen Fundstellen konzentrieren sich in fast allen Epochen und Kulturen im Süden bis Südosten des Ries, während der Nordwesten und teilweise der Westen deutlich weniger Fundstellen aufweisen. Ungewöhnlich ist der hohe Anteil prähistorischer Siedlungsplätze, während der Anteil von Gräberfeldern, besonders Grabhügeln, im Ries vergleichsweise gering ist. Dafür sind auf den umgebenden, bewaldeten Bergen zahlreiche Hügelgräberfelder erhalten.
Der älteste archäologische Fund aus dem Nördlinger Ries ist ein rund 70.000 bis 80.000 Jahre alter Faustkeil aus dem Micoquien, einem Abschnitt des mittleren Paläolithikums. Zu den bekanntesten Fundstellen gehören die beiden Ofnethöhlen mit reichen jungpaläolithischen Fundschichten und zwei „Schädelnestern“, Kopfbestattungen des Mesolithikums. Zu Beginn des Neolithikums wurden die fruchtbaren Böden des Rieses offenbar intensiv genutzt, wie eine ganze Reihe bandkeramischer Siedlungen (etwa bei Möttingen-Enkingen, Möttingen-Kleinsorheim oder Nördlingen-Herkheim) belegt. Auch die jüngeren neolithischen Kulturen (etwa Stichbandkeramik, Rössener, Bischheimer, Michelsberger und Altheimer Kultur) sind mit einer ganzen Reihe von Siedlungen vertreten. Namengebend für eine jungneolithische Keramikfacies wurde eine Siedlungsphase auf dem mehrfach besiedelten Goldberg. Für die Bronzezeit ist der Brucherzhort von Alerheim-Bühl von Bedeutung. Ansonsten fällt in den Metallzeiten (Bronze- und Eisenzeit) die hohe Zahl von befestigten Höhensiedlungen an den Rändern des Rieses auf. Annähernd jede Erhebung in der Riesrandhügelzone war in der Bronze- oder Eisenzeit besiedelt, viele auch mehrfach (beispielsweise der Adlerberg, der Spitzberg bei Appetshofen, der Rollenberg bei Hoppingen und der Hahnenberg bei Möttingen). In der Hallstattzeit bestanden neben den Höhensiedlungen und unbefestigten Flachsiedlungen mehrere Herrenhöfe. In die folgende La-Tène-Zeit ist eine Viereckschanze zu stellen, die am Westrand des Rieses in Bopfingen-Trochtelfingen entdeckt wurde.
Die intensive Nutzung des Rieses setzt sich in römischer Zeit fort. Ein ganzes Netz von villae rusticae ist belegt (z. B. in Harburg-Großsorheim und Nördlingen-Holheim), außerdem Friedhöfe, Straßen und drei Kastelle.
Die römische Provinz, zu der das Ries gehörte, wurde als Raetia bezeichnet, woraus sich der heutige Name Ries entwickelte.
In der Mitte des 3. Jahrhunderts entstanden im Ries und auf dem westlich angrenzenden Härtsfeld zahlreiche Siedlungen germanischer Siedler. Möglicherweise stand im Hintergrund eher eine römische Ansiedlungspolitik denn eine feindliche Landnahme. Vielleicht begründet dies die Namenskontinuität von Raetien zu Ries gerade in dieser Gegend. In der Merowingerzeit zählte das Ries zum Altsiedelland und weist dementsprechend viele Reihengräberfunde auf.
Im Zentrum des Rieses entstand im Mittelalter die Stadt Nördlingen. Sie wurde 1215 Reichsstadt. Weitere Städte im Ries sind Oettingen, Wemding, Harburg und Bopfingen.

## Kultur
Das Nördlinger Ries ist auch ein Kulturraum. Es definiert sich u. a. durch eine eigene ostschwäbische Dialektform, das Rieser Schwäbisch (das bisweilen auch Rieserisch genannt wird), durch eine eigene Küche, eigenes Brauchtum und eigene Architektur (Rieser Bauernhaus).

## Umwelt

### Überblick

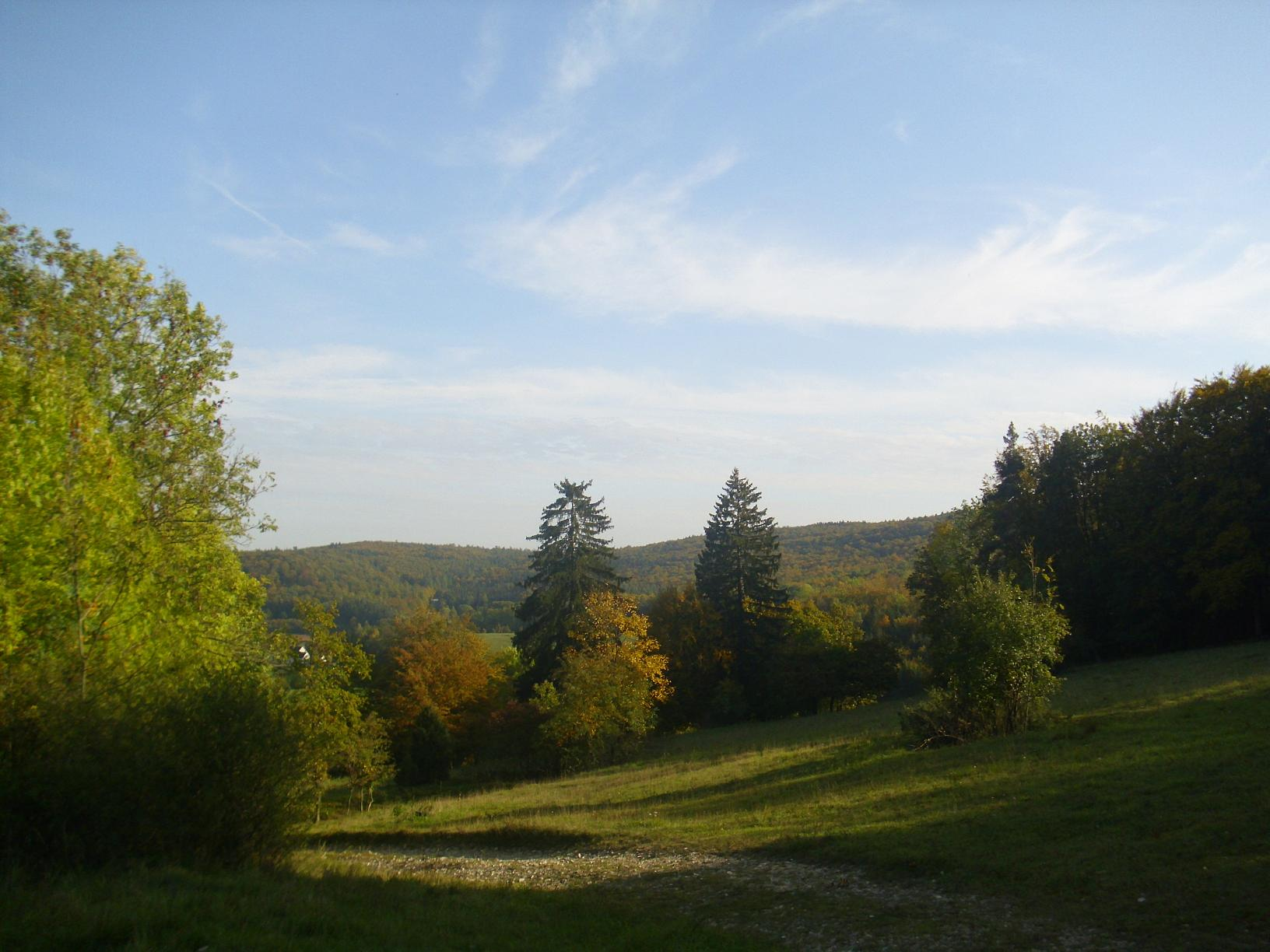
Riesrand mit Ohrengipfel

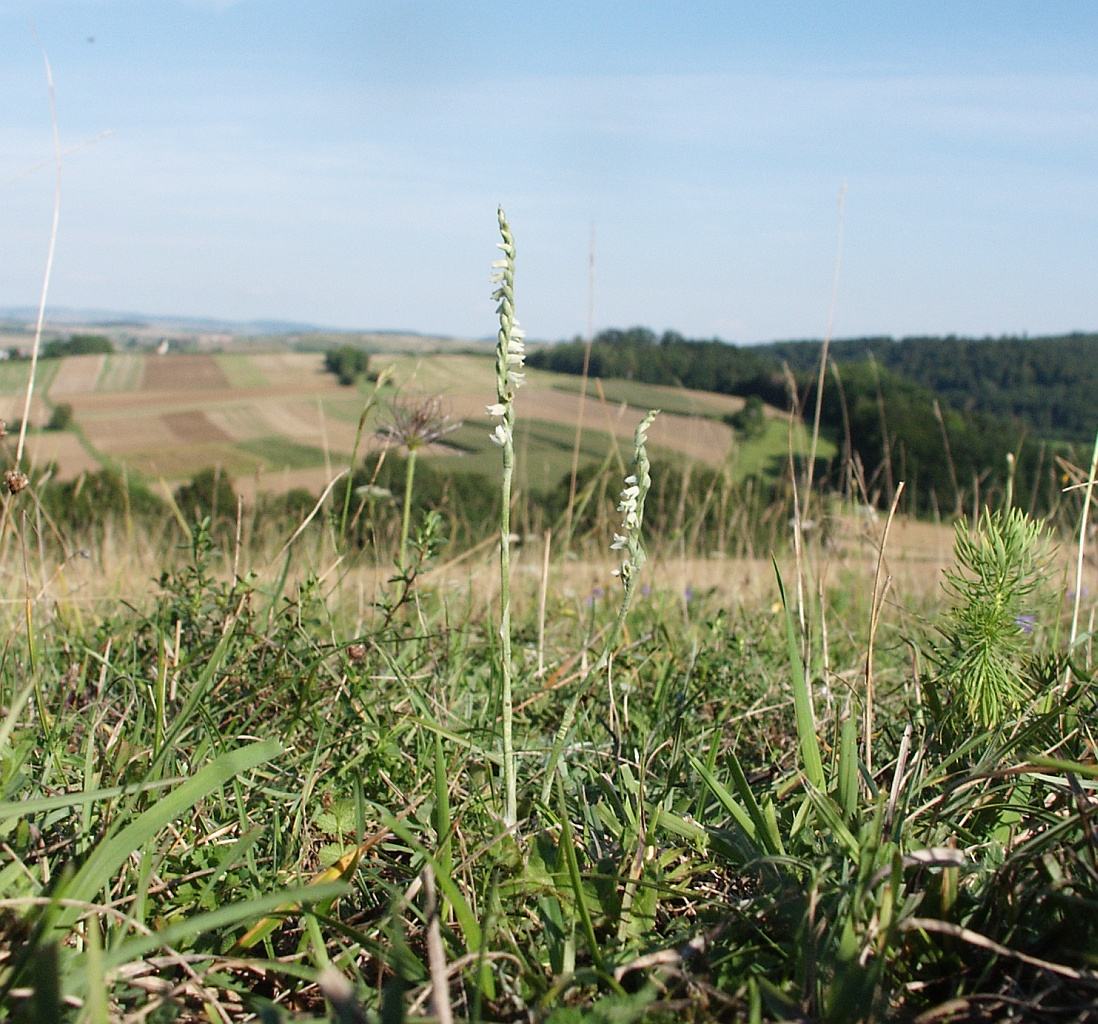
Die Herbst-Drehwurz ist nicht nur im Ries selten.

Der Rieskessel wird hauptsächlich landwirtschaftlich genutzt und ist nur gering bewaldet. Gesäumt wird der Rand des Rieses im Gegensatz dazu von größeren Waldflächen.

### Flora
Im südlichen und westlichen Ries befinden sich mehrere kleinere und größere Heideflächen, die zum Teil von Wacholder geprägt sind. Mehrere dieser Heiden sind als Naturschutzgebiete ausgewiesen. Typische Pflanzen sind hier der Steppenfenchel, seltener die Karthäuser-Nelke und die Silberdistel. Sehr selten ist noch die Herbst-Drehwurz zu finden. Ebenfalls sehr selten ist der Diptam, er kommt nur am westlichen Riesrand vor.
Eine Besonderheit ist in einem Buchenwald am östlichen Riesrand das Große Knorpelkraut, welches in Deutschland selten ist und nur in Mainfranken in größerer Zahl vorkommt.
Seit Beginn der 1990er Jahre werden durch das Riesrand-Projekt einige Ackerflächen extensiv bewirtschaftet. Auf diesen haben sich typische Pflanzen angesiedelt, zum Beispiel Sommer-Adonisröschen, Braunes Mönchskraut und der Kleine Frauenspiegel.

## Tourismus

### Stadt und Umland
Das Nördlinger Ries ist ein Touristenzentrum. Einerseits stellt die Nördlinger Altstadt mit ihrer historischen Kulisse einen Anziehungspunkt für Touristen dar, andererseits aber auch der Rieskrater und damit verbunden das Nördlinger Rieskrater-Museum. Das Stadtmuseum Nördlingen und das Bayerische Eisenbahnmuseum in Nördlingen sowie das Museum KulturLand Ries stellen Sehenswürdigkeiten im Ries dar. Die Romantische Straße durchquert mit dem Abschnitt Wallerstein–Nördlingen–Harburg das Ries, die Schwäbische Albstraße endet in Nördlingen. Daneben ist das Ries auch ein Naherholungsgebiet. Touristisch vermarktet wird das Ries über den Geopark Ries oder das Ferienland Donau-Ries.

### Radfahren
Im Nördlinger Ries sind über 1000 km Radwege ausgeschildert. Besonders hervorzuheben sind der 165 km lange Radweg Von Krater zu Krater, der den Rieskrater und das Steinheimer Becken miteinander verbindet, und der Wörnitzradweg, der auf knapp 105 km von der Quelle bei Schillingsfürst bis zur Mündung in Donauwörth entlang der Wörnitz verläuft. Der Rieskrater-Planetenweg führt von Nördlingen nach Harburg und veranschaulicht im Maßstab 1:400 Millionen das Sonnensystem.

### Wandern
Durch das Ferienland Donau-Ries und den Geopark Ries sind mehrere Wanderwege ausgeschildert. Einige davon werden als Top-Wanderwege bezeichnet. Diese sind besonders schön und nach Kriterien des Deutschen Wanderverbandes ausgeschildert.
| Wanderweg                   | Länge   | Ausgangsort          | Sehenswürdigkeiten                                                         |
| --------------------------- | ------- | -------------------- | -------------------------------------------------------------------------- |
| Keltenweg                   | 14,9 km | Kirchheim/Ipf        | Kloster Kirchheim, Goldberg, Ipf, Blasienberg                              |
| Schäferweg                  | 19,2 km | Nördlingen/Alte Bürg | Riegelberg, Ofnethöhlen, Alte Bürg, Geotop Lindle, Adlersberg, Hexenfelsen |
| Südries-Panoramaweg         | 15,5 km | Reimlingen           | Schloss Reimlingen, Ruinen Hochhaus und Niederhaus, Geotop Lindle          |
| Oettinger Fürstenweg        | 19,9 km | Oettingen            | Fürstliches Residenzschloss Oettingen, Jagdschloss Hirschbrunn             |
| Wörnitztal-Riesrandweg      | 12,7 km | Oettingen            | Geotop Burschel, Wörnitzauen                                               |
| Hügelwanderung im Kesseltal | 14,4 km | Fronhofen/Hochstein  | Hanseleshohl, Hohenburg, St. Margaretha                                    |
| Weiherweg                   | 13 km   | Mönchsdeggingen      | Geotope Kühstein, Hungerbrunnen, Prälatenweiher                            |
| Eisbrunnrundweg             | 8,8 km  | Eisbrunn             |                                                                            |
| Bockrundweg                 | 9,4 km  | Harburg/Eisbrunn     | Bock, Schloss Harburg                                                      |
| Monheimer Alb 17            | 9,7 km  | Huisheim             | Mariengrotte, Silbersee, Mähhorn                                           |
| Sagenweg                    | 13,8 km | Wemding              | Waldsee, Doosweiher, Hessenbühl, Maria Brünnlein                           |

Weitere Wanderwege sind der Schwedenweg von Bopfingen zum Albuch bei Ederheim, der Albblickweg bei Utzmemmingen und der 7-Hügel-Weg bei Alerheim.

### Geopark und Geotope
Die Fläche des Rieses sowie des Kraterrands und der angrenzenden Gebiete, wo Ries-Auswurfmassen den Gesteinsuntergrund bilden, wurde in den 2000er-Jahren unter Federführung des Landkreises Donau-Ries zu einem Geopark entwickelt, dem Geopark Ries. Dieser wurde 2006 als Nationaler GeoPark zertifiziert und 2022 als UNESCO Global Geopark ausgezeichnet.
Unter der Regie des Geoparks wurden acht Geotope zu besonderen Beobachtungs-, Erlebnis- und Lernstätten ausgebaut: das Erlebnis-Geotop Lindle bei Holheim, das Geotop Amerdingen, das Geotop Kalvarienberg bei Gosheim, das Geotop Glaubenberg bei Großsorheim, die Geotope Klosterberg bei Maihingen, die Geotope Kühstein bei Mönchsdeggingen, das Geotop Kalvarienberg Wörnitzstein bei Wörnitzstein sowie die Geotope „Bohnerze und Plattenkalke“ bei Daiting.
Außerdem befinden sich vier von Bayerns hundert schönsten Geotopen im Nördlinger Ries: das Geotop der Riesseekalke am Büschelberg bei Hainsfarth, die Ofnethöhlen am südlichen Kraterrand, der Steinbruch Aumühle und das Geotop Wengenhausen (Impaktgesteine).

### Sehenswürdigkeiten
- Altstadt Nördlingen mit Gerberviertel, rundum begehbarer Stadtmauer und Glockenturm „Daniel“
- Nördlinger Museen: Rieskratermuseum, Bayerisches Eisenbahnmuseum, Stadtmuseum, Stadtmauermuseum
- Museum KulturLand Ries in Maihingen
- Ipf bei Bopfingen mit frühkeltischem Fürstensitz
- Schloss Baldern
- Ofnethöhlen mit Riegelberg und Alte Bürg
- Schloss Harburg und Stadt Harburg mit Steinerner Brücke
- Wemding mit Wallfahrtsbasilika Maria Brünnlein

## Verkehrsverbindungen
Die Bundesstraße 25, die in diesem Bereich einen Abschnitt der Romantischen Straße bildet, quert im Verlauf von Dinkelsbühl über Nördlingen nach Donauwörth das Ries, die Bundesstraße 466 im Verlauf von Heidenheim an der Brenz über Nördlingen nach Gunzenhausen, und die Bundesstraße 29 endet, von Bopfingen kommend, in Nördlingen. Die Bundesautobahn 7 (Würzburg–Ulm) läuft etwa 10 km entfernt am westlichen Riesrand vorbei.
Durch das Ries führen die Bahnstrecke Augsburg–Nördlingen und die Bahnstrecke Stuttgart-Bad Cannstatt–Nördlingen, die heute im Bereich des Rieses als Riesbahn bekannt sind. Erstere sowie die heutige Bahnstrecke Nördlingen–Gunzenhausen waren Teil der früheren, 1849 eröffneten Ludwig-Süd-Nord-Bahn von Lindau nach Hof. Dazu kommt die noch im Güterverkehr bediente Bahnstrecke Nördlingen–Dombühl.

### Geologie
- Johannes Baier: Die Einschlagsrichtung des Ries-Impaktors. In: Aufschluss, Jahrgang 74(4), Heidelberg 2023.
- Johannes Baier: Geohistorische Bemerkungen zur Suevit-Forschung (Ries-Impakt). In: Geohistorische Blätter Jahrgang 31(1/2), Berlin 2020.
- Johannes Baier: 100 Jahre Suevit (Ries Impaktkrater, Deutschland). In: Aufschluss, Jahrgang 70(3), Heidelberg 2019.
- Johannes Baier: Suevit – der „Schwabenstein“ aus dem Nördlinger Ries. In: Fossilien, Band 35(3), Wiebelsheim 2018.
- Johannes Baier: Die Bedeutung von Wasser während der Suevit-Bildung (Ries-Impakt, Deutschland). In: Jahresberichte und Mitteilungen des oberrheinischen geologischen Vereins, Neue Folge. Band 94, Stuttgart 2012, doi:10.1127/jmogv/94/2012/55.
- Johannes Baier: Die Auswurfprodukte des Ries-Impakts, Deutschland (= Documenta Naturae Band 162). München 2007, ISBN 978-3-86544-162-1.
- Johannes Baier: Zur Herkunft und Bedeutung der Ries-Auswurfprodukte für den Impakt-Mechanismus. In: Jahresberichte und Mitteilungen des Oberrheinischen Geologischen Vereins. 91, 2009, S. 9–29, doi:10.1127/jmogv/91/2009/9.
- Johannes Baier & Volker J. Sach: Shatter-Cones aus den Impaktkratern Nördlinger Ries und Steinheimer Becken. In: Fossilien, Band 35(2), Wiebelsheim 2018.
- Oliver Sachs: Die vergessenen Karten des Nördlinger Rieses: geologische Kartenwerke bis 1880 und ihre Beziehung zu den frühesten Entstehungstheorien. Landshut, 2019, ISBN 978-3-947953-03-5.
- G. Graup: Carbonate-silicate liquid immiscibility upon impact melting: Ries Crater, Germany. In: Meteorit. Planet. Sci. Band 34, Lawrence, Kansas 1999.
- G. Graup: Terrestrial chondrules, glass spherules and accretionary lapilli from the suevite, Ries crater, Germany. In: Earth Planet. Sci. Lett. Band 55, Amsterdam, 1981.
- J. Kavasch: Meteoritenkrater Ries. Auer-Verlag, Donauwörth 1985, ISBN 3-403-00663-8.
- E. T. Chao, R. Hüttner, H. Schmidt-Kaler: Aufschlüsse im Ries-Meteoriten-Krater. Bayerisches Geologisches Landesamt, 1992.
- C. R. Mattmüller: Ries und Steinheimer Becken. Ferdinand Enke-Verlag, Stuttgart 1994, ISBN 3-432-25991-3.
- G. Pösges, M. Schieber: Das Rieskrater-Museum Nördlingen. Museumsführer und Empfehlungen zur Gestaltung eines Aufenthalts im Ries. Dr. Friedrich Pfeil, München 2000, ISBN 3-931516-83-0.
- R. Hüttner, H. Schmidt-Kaler: Geologische Karte 1:50000 Ries mit Kurzerläuterungen auf der Rückseite. Bayerisches Geologisches Landesamt, 1999 (Kurzbeschreibung mit Vorschau).
- G. Arp: Sediments of the Ries Crater Lake (Miocene, Southern Germany) (PDF). In: Schriftenreihe der Deutschen Gesellschaft für Geowissenschaften. Band 45, Hannover 2006, ISBN 3-932537-41-6.
- Volker J. Sach: Strahlenkalke (Shatter-Cones) aus dem Brockhorizont der Oberen Süßwassermolasse in Oberschwaben (Südwestdeutschland) – Fernauswürflinge des Nördlinger-Ries-Impakts. München 2014, ISBN 978-3-89937-175-8.
- Volker J. Sach: Ein REUTERscher Block aus dem Staigertobel bei Weingarten – Fernejekta des Nördlinger-Ries-Impakts im Mittel-Miozän. In: Oberschwaben Naturnah (Jahresheft 2014), Bad Wurzach 2014, S. 32–37, ISSN 1613-8082.
- Volker J. Sach, Johannes Baier: Neue Untersuchungen an Strahlenkalken und Shatter-Cones in Sediment- und Kristallingesteinen (Ries-Impakt und Steinheim-Impakt, Deutschland). München 2017, ISBN 978-3-89937-229-8.

### Archäologie
- Führer zu vor- und frühgeschichtlichen Denkmälern. 40 Nördlingen – Bopfingen – Oettingen – Harburg Band I und II, Philipp von Zabern-Verlag, Mainz 1979.
- R. Krause: Vom Ipf zum Goldberg. Archäologische Wanderungen am Westrand des Rieses. Konrad Theiss-Verlag, Stuttgart 1992, ISBN 3-8062-1020-9.
- Hans Frei, Günther Krahe: Archäologische Wanderungen im Ries. 2., durchgesehene und verbesserte Auflage. Konrad Theiss-Verlag, Stuttgart 1988, ISBN 3-8062-0568-X.
- F. Krippner: Vom Inferno zur Kulturlandschaft: Der prähistorische Mensch im Nördlinger Ries Verlag Steinmeier, Nördlingen 2000, ISBN 3-927496-81-2.

### Kultur und Brauchtum
- Albert Schlagbauer, Wulf-Dietrich Kavasch (Hrsg.): Rieser Biographien. Verein Rieser Kulturtage, Nördlingen 1993, ISBN 3-923373-21-X.
- Klaus Lingel: Führer durch das Ries mit Rundgängen, Wanderungen und Ausflügen. 2., völlig neubearbeitete Auflage, Stuttgart 1995
- Friedrich G. G. Schmidt: Die Rieser Mundart. Zur Mundart eines schwäbisch-bairisch-fränkischen Mischgebiets. München 1898.
- Rieser Heimatbuch. Herausgegeben von der Gesellschaft für Volksbildung Nördlingen. C. H. Beck’sche Verlagsbuchhandlung Oskar Beck, München 1922.

### Umwelt, Natur
- R. Fischer: Flora des Rieses. Verlag Rieser Kulturtage, Nördlingen 2002, ISBN 3-923373-53-8.
- Heinrich Greiner und Heinrich Greiner jr.: Das Ries. Natur und Landschaft. 2. Auflage, Nördlingen 1986.

### Fiktion
- Ronald Hummel: Das Erbe des Kometen. Eigenverlag, Nördlingen 2000, ISBN 978-3-00-006880-5.